# Книга сеунчей (1613 — 1619)
Книга сеунчей — наряду с разрядными книгами является уникальным письменным источником по военной истории Русского государства с первых лет царствования Михаила Фёдоровича.
Книга составлена в Разрядном приказе (конец 1610-х — 1620-х) и отражает период истории после Смутного времени, когда страна вела тяжёлые войны с Речью Посполитой, Швецией, а в самой России продолжались крестьянские и казацкие выступления и страна только начала выходить из глубокого внутриполитического кризиса.
Основным источником послужили, вероятно, собранные в нескольких столбцах документы, связанные с приездом и награждением сеунщиков. Документ упоминается в описях Разрядного приказа XVII — XVIII веков. В описи (1626) фигурирует, как "Книга сеуньщиков с 121 по 126 год". В описи (1730-х), как "Со 121 по 128 год книга о сеуньщиках, которые присланы ис полков в Москву с ведомостями и что дано им жалованья".  К книге был составлен (1802) географический и фамильный указатель. Конец письменного памятника, возможно, утрачен.
Все записи в памятнике распадаются на две части:
1. Сообщается о приезде в Москву сеунщиков и описываются те или иные успехи русских войск.
2. Приводятся  сведения о награждениях и пожалованиях сеунщиков.

В роли вестников, как правило, выступали представители уездных корпораций, посему данный памятник, кроме того, является и бесценным источником по составу служилых людей и "городов" в этот период. Сведения, отражённые в источнике, расширяют знания о боевых действиях и драматических событиях периода (1613-1619).
Обстоятельства, выходящие за научные рамки, привели к тому, что значительная часть нынешней историографии базируется на весьма односторонней источниковой базе (материал или почти исключительно польский, или аналогично — русской), что приводило к расхождениям между польской и российской оценками событий того периода.  При изучении периода Смутного времени выдающиеся историки, профессор Александр Лазаревич Станиславский и С. П. Мордвинова, обратились к данному источнику, впервые изучили его и подготовили к печати (1980-е), что позволило существенно дополнить или уточнить военные аспекты того времени, заключения Деулинского перемирия. При подготовке исторического труда о роли А. Ю. Лисовского при его служению Лжедмитрию II и военном рейде (1615), историк Борис Николаевич Флоря по сведениям Книги сеунчей опроверг и значительно дополнил польские источники о месте А. Ю. Лисовского в истории.
В настоящее время Книга сеунчей (1613-1619) хранится в фонде Разрядного приказа Российского Государственного архива древний актов (РГАДА), вместе с другими книгами Московского стола — именно в этом подразделении приказа она и была несомненно составлена.

## Критика
Впервые текст памятника за (1614-1615) опубликовал историк Иван Дмитриевич Беляев (1849), не указавший, что публикует лишь небольшую часть книги — это обстоятельство, возможно, и помешало в дальнейшем изучению и издания её полного текста. В деле Разрядного приказа (1633) имеются довольно обширные выписки из Книги сеунчей за (1615-1619), и при сопоставлении их с сохранившимся текстом книги обнаруживаются существенные несовпадения, на основании чего историки говорят, что возможно, в Разрядном приказе были составлены две книги сеунчей  —  в таком случае, сохранившиеся книга является первоначальным черновым вариантом. Исследователи не пришли к единому мнению о полноте сведений в связи с возможной утратой конца книги.

## Список сеунчей
Годовое государево жалование "служилого человека" составляло 3 — 5 рублей. За победоносное известие вознаграждались не только непосредственно "сеунчи", но довольно часто и лица, которые их послали.
| Фамилия, Имя, Отчество/чин                                                                                      | Число/Причины | Пожалования |
| --- | --- | --- |
| 1613 | | |
| Внуков Кручина, атаман                                                                                          | Присланы от воеводы, князя Данилы Долгорукова (10 июля), победа под Карачевом, в деревне Байкове над литовскими войсками | Государево жалование и приказ Большому приходу выдать 10 рублей, да камки восемь аршин ценою 6 рублей, сукно лундышу четыре аршина на 4 руб. |
| Опухтин Воин | Присланы от воеводы, князя Данилы Долгорукова (10 июля), победа под Карачевом, в деревне Байкове над литовскими войсками | Государево жалование и 10 рублей |
| Сомов Степан Петрович                                                                                           | Присланы от воеводы, князя Данилы Долгорукова (30 июля), с известием, что литовские войска из Путивля сбежали и воеводы литовских воинов в Путивльском уезде на реке Клевени побили. | Дано 10 рублей |
| Голохвастов Елизарий Васильевич                                                                                 | Присланы от стольников и воевод, князя Семёна Прозоровского и Левонтия Вельяминова (30 июля), с известием, что головы их Дмитрий Воейков и Левонтий Арцыбашев с дворянами и детьми боярскими, с атаманами и казаками Тихвинский монастырь у немецких войск взяли. | Дано по 10 рублей |
| Унковский Иван Парфёнович                                                                                       | Присланы от стольников и воевод, князя Семёна Прозоровского и Левонтия Вельяминова (30 июля), с известием, что головы их Дмитрий Воейков и Левонтий Арцыбашев с дворянами и детьми боярскими, с атаманами и казаками Тихвинский монастырь у немецких войск взяли. | Дано по 10 рублей |
| Хрущов Григорий. Сухотин Фёдор. Сатин Василий. Жуков Андрей. Бостанов Иван. Насонов Фёдор.                      | Присланы (30 июля) от воевод: князя Ивана Одоевского, князя Григория Тюфякина, Мирона Вельяминова, Ивана Измайлова, князя Романа Пожарского, Фёдора Соковникова — с известием, что Иван Заруцкий от Воронежа на четыре версты отошёл, где был побит и знамёна, пленных, наряд, шатры и коши многие взяли, а сам Иван Заруцкий убежал через Оскольскую дорогу и при переправе через Дон многие его воины утонули, а русские войска их догнали и было сражение (с 29 июня по 03 июля). | Государево жалование и по 12 рублей (Хрущову) |
| Хрущов Григорий. Сухотин Фёдор. Сатин Василий. Жуков Андрей. Бостанов Иван. Насонов Фёдор.                      | Присланы (30 июля) от воевод: князя Ивана Одоевского, князя Григория Тюфякина, Мирона Вельяминова, Ивана Измайлова, князя Романа Пожарского, Фёдора Соковникова — с известием, что Иван Заруцкий от Воронежа на четыре версты отошёл, где был побит и знамёна, пленных, наряд, шатры и коши многие взяли, а сам Иван Заруцкий убежал через Оскольскую дорогу и при переправе через Дон многие его воины утонули, а русские войска их догнали и было сражение (с 29 июня по 03 июля). | Государево жалование и по 10 рублей (всем остальным) |
| Хрущов Григорий. Сухотин Фёдор. Сатин Василий. Жуков Андрей. Бостанов Иван. Насонов Фёдор.                      | Присланы (30 июля) от воевод: князя Ивана Одоевского, князя Григория Тюфякина, Мирона Вельяминова, Ивана Измайлова, князя Романа Пожарского, Фёдора Соковникова — с известием, что Иван Заруцкий от Воронежа на четыре версты отошёл, где был побит и знамёна, пленных, наряд, шатры и коши многие взяли, а сам Иван Заруцкий убежал через Оскольскую дорогу и при переправе через Дон многие его воины утонули, а русские войска их догнали и было сражение (с 29 июня по 03 июля). | 7 рублей (Насонову) |
| 1614 | | |
| Бутурлин Михаил (стольник)                                                                                      | Прислан (08 сентября) | За бельскую службу и за рану дано государево жалование, золочёный кубок с крышкой, бархатная шуба на соболях с подкладкой на шёлке и позолоченными серебряными пуговицами цена 95 руб. |
| Жилец Плещеев Никифор Юрьевич. Ходырев Богдан. Атаманы: Попов Богдан, Адамов Иван, Кочет Фёдор. Горчаков Михаил | Присланы (13 сентября) из Белой, от стольника, князя Дмитрия Мамстрюковича Черкасского с известием, что Белую взяли | Плещееву: Десять аршин камки цена 09 рублей, 40 соболей цена 15 руб., ковш серебряный вес 46 золотников. Ходыреву: 09 аршин с четью камки цена 08 рублей, 7 алтын полчетверти деньги, 40 куниц цена 09 руб., чарка весом 31 золотник. Атаманам: по 4 аршина сукна цена по 2 алтына по 2 деньги, по тафте виницейки.                                                                             |
| Лупандин Угрим Иванович. Львов Андрей. Кайсаров Андрей.                                                         | Присланы (24 сентября) с Тихвина от стольников и воевод князя Семёна Прозоровского и Левонтия Вельяминова. | Кайсарову: 40 куниц цена 08 руб., камка, чарка цена 1 рубль. Лупандину: ковш цена 2 руб и 2 алтына. |
| Дворянинов Борис                                                                                                | Прислан (10 октября) | За бельскую службу и за то, что прислан с послужными списками с Белой дано государево жалование, 40 куниц цена 12 рублей. |
| Наумов Андрей                                                                                                   | Прислан (10 декабря) с известием, что побили в Смоленском уезде в селе Могутове литовские войска. | Дано 40 куниц цена 10 рублей, камки 09 аршин цена 06 руб., чарка цена 1,5 рубля. |
| Туренин Василий (стольник)                                                                                      | Прислан (21 декабря) | За торопецкую службу и за осадное сидение дано государево жалование, позолоченный серебряный кубок с крышкою, шуба камка бурская на соболях цена 79 рублей. |
| Прозоровский Семён (князь)                                                                                      | Прибыли (29 декабря) | Дано государево жалование, за тихвинскую службу и осадное сидение золочёный кубок, бархатная шуба бурская на соболях цена 120 рублей |
| Вельяминов Левонтий                                                                                             | Прибыли (29 декабря) | Золоченый кубок, шуба камка бурская на соболях цена 63 рубля |
| Тимашов Андрей (голова, псковский помещик)                                                                      | Прислан (31 декабря) от воевод из Пскова, с известием, что под Гдовом немецких воинов много побили и взяли в плен, многочисленные трофеи — знамёна, набаты и.др., отбили русский полон | Государево жалование, 40 куниц цена 10 руб., чарка ценой 1,5 руб., тофта 09 аршин цена 26 алтын. |
| 1615 | | |
| Воейков Дмитрий Баимович                                                                                        | Прислан (02 января) | За тихвинскую многолетнюю службу, за осадное сидение дано государево жалование, серебряный ковш цена 2 руб., сорок соболей цена 15 руб, камки 10 аршин цена 15 рублей. |
| Спасителев Иван Владимирович (голова)                                                                           | Прислан (03 января) из-под Смоленска от стольника и воеводы, князя Дмитрия Черкасского, с известием что литовские войска в Шишилове острожке побили, живых поймали. | Камки 09 аршин цена 06 руб., чарка цена 1,5 руб., 40 куниц цена 10 руб. |
| Борятинский Фёдор                                                                                               | Присланы (22 января) из Новгорода Северского от князя Михаила Борятинского, с известием, что в 40 верстах от города Гомей победили литовские войска, взяли пленных и пожгли посады. Предпринятые меры против русских войск, успехом не увенчались, литовцев побили, знамёна и литавры захватили. | Чарка цена 1,6 руб, камки 08 аршин ценою 5 руб, 40 куниц цена 10 руб. |
| Дуров Меньшой (сын боярский)                                                                                    | Присланы (22 января) из Новгорода Северского от князя Михаила Борятинского, с известием, что в 40 верстах от города Гомей победили литовские войска, взяли пленных и пожгли посады. Предпринятые меры против русских войск, успехом не увенчались, литовцев побили, знамёна и литавры захватили. | Дано 5 руб, тафта на 1,5 рубля. |
| Чюдинов Севрюк                                                                                                  | Присланы (22 января) из Новгорода Северского от князя Михаила Борятинского, с известием, что в 40 верстах от города Гомей победили литовские войска, взяли пленных и пожгли посады. Предпринятые меры против русских войск, успехом не увенчались, литовцев побили, знамёна и литавры захватили. | Дано 4 руб, тафта на 1,5 рубля |
| Попов Герасим (атаман)                                                                                          | Присланы (22 января) из Новгорода Северского от князя Михаила Борятинского, с известием, что в 40 верстах от города Гомей победили литовские войска, взяли пленных и пожгли посады. Предпринятые меры против русских войск, успехом не увенчались, литовцев побили, знамёна и литавры захватили. | Дано 4 руб, тафта на 1,5 руб. |
| Татаринов Григорий                                                                                              | Присланы (22 января) из Новгорода Северского от князя Михаила Борятинского, с известием, что в 40 верстах от города Гомей победили литовские войска, взяли пленных и пожгли посады. Предпринятые меры против русских войск, успехом не увенчались, литовцев побили, знамёна и литавры захватили. | Дано 4 аршина цена 2 рубля. |
| Литвинов Леонтий                                                                                                | Присланы (22 января) из Путивля от воеводы и князя Тимофея Мещерского, с известием, что взяли литовский город Синеч, который вместе с посадом сожгли, из города пушки, пищали, боеприпасы, иконы, книги колокола и свечи вывезли, литовских военные в множестве побили и в плен взяли. На обратном пути взяли литовский острожек Логвицу в котором выжгли посад, отбив русских пленных | Чарка цена 1,6 руб, камка на 5 руб, 40 куниц цена 10 руб, |
| Беззубцев Афанасий                                                                                              | Присланы (22 января) из Путивля от воеводы и князя Тимофея Мещерского, с известием, что взяли литовский город Синеч, который вместе с посадом сожгли, из города пушки, пищали, боеприпасы, иконы, книги колокола и свечи вывезли, литовских военные в множестве побили и в плен взяли. На обратном пути взяли литовский острожек Логвицу в котором выжгли посад, отбив русских пленных | Чарка 1,6 руб, камка на 4 руб, 40 куниц цена 10 руб, |
| Два казака | Присланы (22 января) из Путивля от воеводы и князя Тимофея Мещерского, с известием, что взяли литовский город Синеч, который вместе с посадом сожгли, из города пушки, пищали, боеприпасы, иконы, книги колокола и свечи вывезли, литовских военные в множестве побили и в плен взяли. На обратном пути взяли литовский острожек Логвицу в котором выжгли посад, отбив русских пленных | Государево жалование, по 2 руб, сукна по четыре аршина цена по 2,5 рубля. |
| Козлов Пётр Постникович                                                                                         | Присланы (25 января) из Невеля от воеводы Григория Валуева, с известием, что ходило походом в литовскую землю под город Улу, который взяли, войска побили и привели с собой пленных. С известием, что литовский город Освей взяли. | Государево жалование, чарка цена 1,4 руб, 40 куниц цена 10 руб, камка на 4 руб, |
| Широносов Иван                                                                                                  | Присланы (25 января) из Невеля от воеводы Григория Валуева, с известием, что ходило походом в литовскую землю под город Улу, который взяли, войска побили и привели с собой пленных. С известием, что литовский город Освей взяли. | Государево жалование камка на 4 руб, 40 куниц цена 10 руб. |
| Карамышев Роман                                                                                                 | Присланы (25 января) из Невеля от воеводы Григория Валуева, с известием, что ходило походом в литовскую землю под город Улу, который взяли, войска побили и привели с собой пленных. С известием, что литовский город Освей взяли. | Тафта девять аршин цена 2 руб, 40 куниц цена 10 руб, |
| Верёвкин Григорий                                                                                               | Прислан (08 февраля) из Стародуба Северского от воеводы, князя Петра Волконского, с известием, что головы литовских войск пленили в деревне Демьяновичи. | Сукно 4 аршина цена 22 алтына, тафта 9 аршин цена 2 рубля. |
| Балакирев Фёдор                                                                                                 | Прислан (17 февраля) из Рыльска от воеводы, князя Фёдора Елецкого, с известием, что в литовской земле город Гомей осадили и приступом взяли два острожка, городской мост и башню сожгли, многих литовцев наголову побили и многих пленных взяли. | Сукно 4 аршина цена 1,2 руб, тафты 9 аршин цена 2 рубля. |
| Верёвкин Григорий Меньшов                                                                                       | Присланы (18 февраля) из Стародуба Северского, от воевода, князя Петра Волконского, из Рыльска от воевод князя Фёдора Елецкого и Прокофия Воейкова с известием, что литовский город Гомей взяли приступом и литовские войска там побили, многих пленных взяли. На обратном пути их догнали литовские войска, которым был дан бой в Стародубском уезде. Литовских людей побили и захватили их знамёна. | Дано государево жалование, по 4 аршина сукна цена по 1,2 на человека, тафты по 9 аршин цена по 2 рубля. |
| Бойкачкаров Фёдор Константинович                                                                                | Присланы (18 февраля) из Стародуба Северского, от воевода, князя Петра Волконского, из Рыльска от воевод князя Фёдора Елецкого и Прокофия Воейкова с известием, что литовский город Гомей взяли приступом и литовские войска там побили, многих пленных взяли. На обратном пути их догнали литовские войска, которым был дан бой в Стародубском уезде. Литовских людей побили и захватили их знамёна. | Дано государево жалование, по 4 аршина сукна цена по 1,2 на человека, тафты по 9 аршин цена по 2 рубля. |
| Ивашкин Константин Михайлович                                                                                   | Прислан (29 апреля) с Тулы от князя Ивана Катырева-Ростовского и от стольника Григория Плещеева, с известием, татар побили в Венёвском уезде в деревне Оксиньине, многих татар убили, пленных отбили. | Государево жалование и 10 рублей. |
| Еропкин Иван Фёдорович                                                                                          | Прислан (19 мая) от стольника и воеводы князя Троекурова Ивана Фёдоровича, с известием, что Александра Сапегу и Лисовского и польские войска, которые пришли под Смоленск, на рубеже побили, людей Сапегиных в плен взяли. | Государево жалование, чарка цена 2 руб, камка 8 аршин цена 5 руб, 40 куниц цена 8 руб. |
| Сумороков Никита Иванович                                                                                       | Прислан (20 мая) из Невеля, с известием, что ходили под город Озерища, где побили литовские войска. | Государево жалование, 5 руб, сукно цена 1,2 рубля. |
| Хохлов Андрей. Верёвкин Григорий                                                                                | Присланы (27 мая) от стольника и воеводы князя Алексея Львова, Перфирья Секирина, с известием, что в литовской земле в Кричеве и Мстиславле посады и острожки выжгли, литовских войск многих побили, пленных многих взяли | Государево жалование, камки по 9 аршин цена по 7 руб, по 40 куниц по 12 рублей и по чарке цена по 1,2 руб. |
| Сорочнев Иван Никитич                                                                                           | Прислан (22 июля) из Невеля от воеводы, князя Семёна Гагарина, с известием, что пришедшие с Полоцка литовский войска в 300 человек под Невелем в бою разгромлены, русские пленные отбиты, знамёна и литавры захвачены. | За головство и сеунч камки 8 аршин цена 5 руб, чарка 1,2 руб, 40 куниц цена 9 руб, |
| Широносов Иван                                                                                                  | Прислан (22 июля) из Невеля от воеводы, князя Семёна Гагарина, с известием, что пришедшие с Полоцка литовский войска в 300 человек под Невелем в бою разгромлены, русские пленные отбиты, знамёна и литавры захвачены. | Дано 10 руб (13 августа) |
| Львов Алексей (князь).                                                                                          | Прибыли (02 августа) | Государево жалование, шуба камка бурская на соболях цена 42 руб, золочёный серебряный кубок. |
| Секирин Перфилий                                                                                                | Прибыли (02 августа) | Государево жалование, цветная атласная шуба на соболях цена 37 руб, серебряный кубок. |
| Зыбин Никита Михайлович                                                                                         | Прибыли (12 августа) из Мценска от стольника и воеводы Ивана Шереметьева, с известием, что в Мценском уезде многих ногайских людей побили и в плен взяли. | Государево жалование, 6 рублей |
| Воробьёв Воин                                                                                                   | Прибыли (12 августа) из Мценска от стольника и воеводы Ивана Шереметьева, с известием, что в Мценском уезде многих ногайских людей побили и в плен взяли. | Государево жалование, 3 рубля. |
| Гагарин Иван (князь)                                                                                            | Прибыл (13 августа) | Государево жалование, камки 8 аршин цена 7 руб, 40 куниц цена 11 руб, чарка цена 1 рубль. |
| Палицын Андрей                                                                                                  | | За рамышевскую службу, за осадное сидение дано государево жалование, бархатную шубу бурскую на соболях цена 54 руб, серебряный ковш. |
| Прончищев Осип (голова)                                                                                         | Прислан (08 сентября) от князя Алексея Львова с известием о татарах. | Шуба камка куфтер на соболях цена 55 руб, серебряный ковш. |
| Бешенчев Дружина                                                                                                | Прислан (11 декабря) из Торопца, от князя Алексея Сицкого, с известием, что Заруцкий из-под Белой пришёл в Торопецкий уезд, и был бой в 10 верстах от Торопца на Торопе-реке на перевозе в деревне Боранова и в том бою многих литовцев побили и в плен взято 15 шляхтичей и пахолков 15 человек. | Государево жалование и 5 рублей. |
| Чеглоков Никита                                                                                                 | Присланы (30 декабря) из Торопца от князя Алексея Сицкого с известием, что гетман Корсак с польскими и литовскими войсками приходил под Торопец и был бой (22 декабря) и литовцев побили, знамёна захватили и литавры взяли, а в Торопец привели 186 человек пленных. | Серебряный ковш цена 1,5 руб, 40 соболей цена 12 руб, камка. |
| Голенищев Фёдор                                                                                                 | Присланы (30 декабря) из Торопца от князя Алексея Сицкого с известием, что гетман Корсак с польскими и литовскими войсками приходил под Торопец и был бой (22 декабря) и литовцев побили, знамёна захватили и литавры взяли, а в Торопец привели 186 человек пленных. | По чарке серебряной цена по 3 руб, по 40 куниц, по камке на человека. |
| Голенищев Митрофан                                                                                              | Присланы (30 декабря) из Торопца от князя Алексея Сицкого с известием, что гетман Корсак с польскими и литовскими войсками приходил под Торопец и был бой (22 декабря) и литовцев побили, знамёна захватили и литавры взяли, а в Торопец привели 186 человек пленных. | По чарке серебряной цена по 3 руб, по 40 куниц, по камке на человека. |
| Арбузов Иван | Присланы (30 декабря) из Торопца от князя Алексея Сицкого с известием, что гетман Корсак с польскими и литовскими войсками приходил под Торопец и был бой (22 декабря) и литовцев побили, знамёна захватили и литавры взяли, а в Торопец привели 186 человек пленных. | По чарке серебряной цена по 3 руб, по 40 куниц, по камке на человека. |
| Скворцов Леонтий                                                                                                | Присланы (30 декабря) из Торопца от князя Алексея Сицкого с известием, что гетман Корсак с польскими и литовскими войсками приходил под Торопец и был бой (22 декабря) и литовцев побили, знамёна захватили и литавры взяли, а в Торопец привели 186 человек пленных. | Дано 10 рублей. |
| 1616 | | |
| Патрикеев Фёдор (атаман)                                                                                        | Прибыли (03 января) из под Торопца от воеводы Андрея Палицына, с известием, что побили людей атамана Корсака | Государево жалование, по 10 руб, сукна по 4 аршина цена по 1,2 руб, и прибывшими с ними казакам по 2 рубля |
| Марков Аноха (атаман)                                                                                           | Прибыли (03 января) из под Торопца от воеводы Андрея Палицына, с известием, что побили людей атамана Корсака | |
| Козловский Иван (князь)                                                                                         | Присланы (09 января) из Юрьевского уезда, от боярина, князя и воеводы Бориса Михайловича Лыкова, стольника и воеводы Ивана Измайлова и дьяка Богдана Ильина, с известием что Заруцкого, польских, литовских, черкас и русских изменников побили и гоняли их по берегам Волги-реки, живых многих поймали, знамёны, литавры, трубы и сурны взяли. | Ковш цена 1,5 гривны, 40 соболей цена 12 руб, камки 8 аршин цена 6 рублей. |
| Фонбизин Денис (немецкий поручик)                                                                               | Присланы (09 января) из Юрьевского уезда, от боярина, князя и воеводы Бориса Михайловича Лыкова, стольника и воеводы Ивана Измайлова и дьяка Богдана Ильина, с известием что Заруцкого, польских, литовских, черкас и русских изменников побили и гоняли их по берегам Волги-реки, живых многих поймали, знамёны, литавры, трубы и сурны взяли. | Чарка цена 3 руб, камки 8 аршин цена 6 руб, 40 куниц цена 10 рублей. |
| Лукомский Пётр                                                                                                  | Присланы (28 января) с Невеля от воевод князя Семёна Гагарина, с известием, что пришёл из Литвы под Невель полковник Кордатцкий с польскими войсками, дороги перекрыли и город осадили и приступом 6 недель брали и день и ночь, а (27 декабря) с польско-литовскими-немецкими войсками в решающем штурме две стены пробили, нот город не взяли и были вынуждены отойти. | Государево жалование, по 40 куниц по цене 10 руб на человека, за камки дано деньгами по 5 руб, по серебряной чарке цена по 3 рубля. |
| Обрютин Матвей                                                                                                  | Присланы (28 января) с Невеля от воевод князя Семёна Гагарина, с известием, что пришёл из Литвы под Невель полковник Кордатцкий с польскими войсками, дороги перекрыли и город осадили и приступом 6 недель брали и день и ночь, а (27 декабря) с польско-литовскими-немецкими войсками в решающем штурме две стены пробили, нот город не взяли и были вынуждены отойти. | Государево жалование, по 40 куниц по цене 10 руб на человека, за камки дано деньгами по 5 руб, по серебряной чарке цена по 3 рубля. |
| Тютчев Семён Игнатьевич                                                                                         | Присланы (28 января) с Карачева от стольника и воеводы князя Григория Тюфякина, Елизария Безобразова, с известием, что приходили под Карачев литовские войска, с которыми бились с утра до вечера, разбили их и преследовали за реку Снежеть, многих побили, пленных 76 человек и знамёна взяли. | Государево жалование и 12 рублей. |
| Безобразов Фёдор                                                                                                | Присланы (28 января) с Карачева от стольника и воеводы князя Григория Тюфякина, Елизария Безобразова, с известием, что приходили под Карачев литовские войска, с которыми бились с утра до вечера, разбили их и преследовали за реку Снежеть, многих побили, пленных 76 человек и знамёна взяли. | Государево жалование и 9 рублей. |
| Беззубцев Юрий                                                                                                  | Присланы (08 марта) из Путивля от воеводы Василия Коробьина, из Рыльска от князя Алексея Львова и от Алексея Алябьева с известием, что литовский города Хорол и Миргородок взяли, города и посады пожгли, многих литовцев побили и в плен более 100 человек взяли, русских пленных отбили, боеприпасы, знамёна и урядников взяли. | Чарка цена 3 руб, камки 8 аршин цена 6 руб, 40 куниц цена 12 рублей. |
| Гринёв Андрей (атаман)                                                                                          | Присланы (08 марта) из Путивля от воеводы Василия Коробьина, из Рыльска от князя Алексея Львова и от Алексея Алябьева с известием, что литовский города Хорол и Миргородок взяли, города и посады пожгли, многих литовцев побили и в плен более 100 человек взяли, русских пленных отбили, боеприпасы, знамёна и урядников взяли. | Дано 5 руб, тафта цена 2 рубля. |
| Ширков Константин                                                                                               | Присланы (08 марта) из Путивля от воеводы Василия Коробьина, из Рыльска от князя Алексея Львова и от Алексея Алябьева с известием, что литовский города Хорол и Миргородок взяли, города и посады пожгли, многих литовцев побили и в плен более 100 человек взяли, русских пленных отбили, боеприпасы, знамёна и урядников взяли. | Государево жалование, чарка цена 3 руб, камки 8 аршин цена 6 руб, 40 куниц цена 12 рублей. |
| Стромоухов Богдан Васильевич                                                                                    | Присланы (08 марта) из Новгорода Северского и Стародуба Северского от воеводы князя Михаила Борятинского, с известием, что голова Богдан Износков Заруцкого с литовскими войсками под городом Лоевым побили, пленных взяли и смешавшись с ними в острог въехали, острог, посады и городовые башни пожгли. | Государево жалование, чарка цена 2 руб, 40 куниц цена 8 руб, камки 8 аршин цена 5 рублей. |
| Скрябин Родион Иванович                                                                                         | Присланы (08 марта) из Новгорода Северского и Стародуба Северского от воеводы князя Михаила Борятинского, с известием, что голова Богдан Износков Заруцкого с литовскими войсками под городом Лоевым побили, пленных взяли и смешавшись с ними в острог въехали, острог, посады и городовые башни пожгли. | Государево жалование и 8 рублей. |
| Кондырев Тёмка                                                                                                  | Присланы (14 марта) от стольника и воеводы Ивана Измайлова и от воеводы Григория Валуева, с известием, что под Каргопольем в волосте Тихминке, казаков и "воров" побили, таборы разорили. | Государево жалование, камки по 8 аршин цена по 5 руб, по 40 куниц цена по 7 руб, по чарке по 3 рубля. |
| Позняков Семён                                                                                                  | Присланы (14 марта) от стольника и воеводы Ивана Измайлова и от воеводы Григория Валуева, с известием, что под Каргопольем в волосте Тихминке, казаков и "воров" побили, таборы разорили. | Государево жалование, камки по 8 аршин цена по 5 руб, по 40 куниц цена по 7 руб, по чарке по 3 рубля. |
| Кузенев Елизарий                                                                                                | Прислан (18 марта) из Брянска от воеводы Петра Воейкова, с известием, что голова Иван Безобразов под г. Лоевым войска Заруцкого побил, пленных взял, Большой Лоевский острог взял и к городу приступил, городовые башни и острог выжгли. | Государево жалование, камки 8 аршин цена 5 руб, 40 куниц цена 8 руб, серебряная чарка цена 2 рубля. |
| Верёвкин Григорий                                                                                               | Прислан (18 марта) из Стародуба Северского от воеводы князя Петра Волконского, с известием, что голова Иван Безобразов войска Заруцкого в литовской земле под городом Лоевым, многих побили и лоевский острог взяли и к городу приступили. | Государево жалование |
| Сицкий Алексей Юрьевич (князь)                                                                                  | Прибыли (25 марта) | За торопецкую службу, дано государево жалование, серебряная шёлковая шуба камка бурская на соболях цена 103 руб, золочёный серебряный кубок с кряшкой. |
| Елецкий Фёдор (князь)                                                                                           | Прибыли (25 марта) | Лазоревая с серебряными разводами шуба камка бурская на соболях цена 81 руб, золочёный кубок. |
| Палицын Андрей                                                                                                  | Прибыли (25 марта) | Шуба камка бурская на куницах цена 39 руб, серебряный ковш. |
| Троекуров Иван (стольник)                                                                                       | Прибыл (08 апреля) | За смоленскую службу государево жалование, шуба камка бурская на соболях цена 76 руб, серебряный ковш. |
| Павлов Селуян Васильевич                                                                                        | Прислан (24 апреля) от боярина и воеводы, князя Бориса Михайловича Лыкова, стольника и воеводы Ивана Измайлова, с известием, что (12 апреля) был бой и князю Ивану Ухтомскому в Углецком уезде в Железной Дубровке в деревне Селивёрстове и по иным деревням воровские остроги с казаками и черкасами, атаманы Борис Юмин и Андрей Калашкин побили, набат и знамёна взяли | Государево жалование, чарка 3 рубля, камка 8 аршин цена 6 рублей. |
| Брагин Андрей                                                                                                   | Прислан (04 июня) из Одоева от воеводы Никиты Панина, с известием, что приходили к Одоеву 1,5 тысяч татары, посад и уезд им пограбить не дали и они отошли к Крапивне, где голова Андрей Брагин в Одоевском уезде в селе Никольском их побил и многих пленных взял и русских пленных отбил 100 человек. | Государево жалование, 6 руб, сукна 4 аршина цена 2 рубля. |
| Лыков Борис Михайлович (князь)                                                                                  | Прибыли (04 июня) | Государево жалование, шёлковая шуба камка бурская на соболях цена 87 руб, золочёный серебряный кубок. |
| Гагарин Семён (князь)                                                                                           | Прибыли (04 июня) | Государево жалование, за невельское осадное сидение шёлковая шуба камка бурская на соболях цена 60 руб, серебряный ковш. |
| Панютин Андрей                                                                                                  | Прислан (18 июля) из Брянска от воеводы Петра Воейкова, с известием, что литовские войска Лисовского (с 13 по 22) осадили город и 22 был бой с утра до вечера и Лисовский отошёл в Карачев. | Государево жалование, камки 8 аршин цена 8 руб, 40 куниц цена 8 руб, чарка цена 3 руб. |
| Лыков Борис Михайлович (князь)                                                                                  | Прибыли (18 июля) | За службу, шуба камка бурская из шёлка на соболях цена 87 руб, золочёный серебряный кубок с крышкою. |
| Гагарин Семён                                                                                                   | Прибыли (18 июля) | Государево жалование,, за невельское осадное сидение шуба камка бурская шёлковая на соболях цена 63 руб, серебряный ковш. |
| Черкасский Дмитрий (князь)                                                                                      | Прибыли (18 июля) | Государево жалование, за смоленскую службу шуба камка бурская с золотыми кругами на соболях цена 117 руб, позолоченный серебряный кубок. |
| Крюков Максим Петрович                                                                                          | Присланы (19 июля) с Тулы от стольника и воеводы, князя Куракина Василия с известием, что в Соловском уезде на Озерках татар побили и всех пленных отбили. | Государево жалование, по 8 руб, по сукну ценой по 2 руб. |
| Дюря Вилим (хорунжий)                                                                                           | Присланы (19 июля) с Тулы от стольника и воеводы, князя Куракина Василия с известием, что в Соловском уезде на Озерках татар побили и всех пленных отбили. | Государево жалование, по 8 руб, по сукну ценой по 2 руб. |
| Измайлов Иван (стольник)                                                                                        | Прибыл (31 июля) | За службу в Василёве и Вологодском уезде позолоченный серебряный кубок с крышкою, шуба камка бурская на соболях цена 76 руб. |
| Травин Степан                                                                                                   | Прислан (08 ноября) с Белой от воевод: Ивана Бутурлина и Семёна Яковлева, с известием, что (02 ноября) шли 60 литовских солдат из-под Смоленска к Лисовскому под Ржев и тех людей побили, пленных и изменников 22 человека взяли. | Дано 10 руб. |
| Нащокин Иван | Присланы (08 ноября) из Пскова с известием, что шведский король с войском от города отошёл. | Государево жалование, по серебряному ковшу, по 40 соболей по цене 20 руб, камка по 10 аршин каждому по цене 10 руб, денег по 15 руб; двум есаулам по тафте широкой по 4 аршина цена по 3 руб, сукно цена 4 руб, по 40 куниц цена по 10 руб, денег по 7 руб; старостам по чарке цена по 2 руб, по 40 соболей цена по 16 руб, камки адамашки по 10 аршин человеку цена по 8 руб, денег по 10 руб. |
| Харламов Игнатий                                                                                                | Присланы (08 ноября) из Пскова с известием, что шведский король с войском от города отошёл. | Государево жалование, по серебряному ковшу, по 40 соболей по цене 20 руб, камка по 10 аршин каждому по цене 10 руб, денег по 15 руб; двум есаулам по тафте широкой по 4 аршина цена по 3 руб, сукно цена 4 руб, по 40 куниц цена по 10 руб, денег по 7 руб; старостам по чарке цена по 2 руб, по 40 соболей цена по 16 руб, камки адамашки по 10 аршин человеку цена по 8 руб, денег по 10 руб. |
| Самарин Богдан                                                                                                  | Присланы (08 ноября) из Пскова с известием, что шведский король с войском от города отошёл. | Государево жалование, по серебряному ковшу, по 40 соболей по цене 20 руб, камка по 10 аршин каждому по цене 10 руб, денег по 15 руб; двум есаулам по тафте широкой по 4 аршина цена по 3 руб, сукно цена 4 руб, по 40 куниц цена по 10 руб, денег по 7 руб; старостам по чарке цена по 2 руб, по 40 соболей цена по 16 руб, камки адамашки по 10 аршин человеку цена по 8 руб, денег по 10 руб. |
| Захаров Иев | Присланы (08 ноября) из Пскова с известием, что шведский король с войском от города отошёл. | Государево жалование, по серебряному ковшу, по 40 соболей по цене 20 руб, камка по 10 аршин каждому по цене 10 руб, денег по 15 руб; двум есаулам по тафте широкой по 4 аршина цена по 3 руб, сукно цена 4 руб, по 40 куниц цена по 10 руб, денег по 7 руб; старостам по чарке цена по 2 руб, по 40 соболей цена по 16 руб, камки адамашки по 10 аршин человеку цена по 8 руб, денег по 10 руб. |
| Есаулы, старосты                                                                                                | Присланы (08 ноября) из Пскова с известием, что шведский король с войском от города отошёл. | Государево жалование, по серебряному ковшу, по 40 соболей по цене 20 руб, камка по 10 аршин каждому по цене 10 руб, денег по 15 руб; двум есаулам по тафте широкой по 4 аршина цена по 3 руб, сукно цена 4 руб, по 40 куниц цена по 10 руб, денег по 7 руб; старостам по чарке цена по 2 руб, по 40 соболей цена по 16 руб, камки адамашки по 10 аршин человеку цена по 8 руб, денег по 10 руб. |
| Сухотин Фёдор Истомин                                                                                           | Прислан (21 декабря) с Тулы от воеводы Ратмана Вельяминова с известием, что литовские войска Лисовского шли мимо Тулы, их побили и пленным многих взяли. | Государево жалование и 8 рублей. |
| Чертков Григорий                                                                                                | Присланы (21 декабря) из Мурома от воеводы Богдана Полёва и дьяка Фёдора Апраксина, с известием, что Лисовский пришёл к Мурому, пытался взять его приступом, но приступ отбили, много амуниции и пленных взяли, а Лисовский из-под города ушёл. | Дано 10 рублей. |
| Федцов Шемахей                                                                                                  | Присланы (21 декабря) из Мурома от воеводы Богдана Полёва и дьяка Фёдора Апраксина, с известием, что Лисовский пришёл к Мурому, пытался взять его приступом, но приступ отбили, много амуниции и пленных взяли, а Лисовский из-под города ушёл. | Дано 8 рублей. |
| Ишмамет (Мамеш) Кияз (мурза)                                                                                    | Присланы (21 декабря) из Мурома от воеводы Богдана Полёва и дьяка Фёдора Апраксина, с известием, что Лисовский пришёл к Мурому, пытался взять его приступом, но приступ отбили, много амуниции и пленных взяли, а Лисовский из-под города ушёл. | Дано 6 рублей. |
| Клепиков Меркулей (посадский чел)                                                                               | Присланы (21 декабря) из Мурома от воеводы Богдана Полёва и дьяка Фёдора Апраксина, с известием, что Лисовский пришёл к Мурому, пытался взять его приступом, но приступ отбили, много амуниции и пленных взяли, а Лисовский из-под города ушёл. | Дано 7 рублей. |
| 1617 | | |
| (?) | Прибыл (16 января) из под Смоленска от боярина и воеводы, князя Ивана Андреевича Хованского, с известием, что (11 января) многие польские и литовские войска пошли через Московскую дорогу на Бельскую дорогу на Колодню и что воевода Мирон Вельяминов побил на голову, дороги очистил от врагов, взял в плен полковника, ротмистров, хорунжих немецких и поручиков, а также взял знамёна и литавры, польско-литовские войска от Смоленска отбили и в плен взяли 200 человек. | Государево жалование, ковш, 40 соболей цена 15 руб, камки 10 аршин цена 10 руб. |
| Офросимов Мартьян                                                                                               | Прислан (19 февраля) из Стародуба от воевод: князя Ивана Засекина и Петра Безобразова, с известием, что в Стародубском уезде в деревни Горисловле литовские войска побили, в деревне Напутовичах бой длился с утра до вечера и тоже их побили и ранили, а за оставшимися гнались до границы. | Государево жалование и 7 рублей. |
| Стромоухов Иван                                                                                                 | Присланы (25 февраля) из Новгорода Северского и Стародуба Северского от стольника и воеводы Фёдора Волынского с известием, что в Стародубском уезде литовского полковника Корсака с войском побили и 2 пленных взяли. | Государево жалование и 6 рублей |
| Скрябин Родион                                                                                                  | Присланы (25 февраля) из Новгорода Северского и Стародуба Северского от стольника и воеводы Фёдора Волынского с известием, что в Стародубском уезде литовского полковника Корсака с войском побили и 2 пленных взяли. | Государево жалование и 5 рублей. |
| Хованский Иван Андреевич                                                                                        | Прибыли (08 марта) | За смоленскую службу жалован золотой атласной шубой на соболях с золочёными пуговицами цена 71 руб, золочёный кубок с крышкою. |
| Вельяминов Мирон Андреевич                                                                                      | Прибыли (08 марта) | За смоленскую службу, государево жалование, шума камка бурская на соболях цена 72 руб, золочёный кубок. |
| Люшин Василий                                                                                                   | Прислан (04 апреля) из Новгорода Северского от стольника и воеводы Фёдора Волынского, с известием, что голова Пётр Чюдинов в литовской земле в 7 верстах от города Любич многие седа и деревня захватил, многих воинов литовских побил и языков взял. | Государево жалование и денег 5 рублей. |
| Морозов Василий Петрович                                                                                        | Прибыли (07 апреля) | За псковское осадное сидение шуба камка золотая на соболях цена 100 руб, позолоченный кубок с крышкою. |
| Бутурлин Фёдор                                                                                                  | Прибыли (07 апреля) | Шёлковая шуба камка расшита серебром цена 78 руб, золочёный кубок с крышкою. |
| Гагарин Афанасий                                                                                                | Прибыли (07 апреля) | Камка золотая на соболях цена 6 руб, золочёный кубок с крышкою. |
| Шепелев Тимофей                                                                                                 | Присланы (12 мая) из Новгорода Северского от воеводы Прокофия Воейкова с известием, что русские войска ходили в литовскую землю к городу Любич, на пути в деревне Корытиной литовцев побили наголову знамёнщиков, литаврщиков и трубников с трофеями взяли, а в Любецком уезде многие деревня пожгли, пленных 70 человек взяли. | Государево жалование и 8 рублей. |
| Тяпкин Никита (атаман)                                                                                          | Присланы (12 мая) из Новгорода Северского от воеводы Прокофия Воейкова с известием, что русские войска ходили в литовскую землю к городу Любич, на пути в деревне Корытиной литовцев побили наголову знамёнщиков, литаврщиков и трубников с трофеями взяли, а в Любецком уезде многие деревня пожгли, пленных 70 человек взяли. | Государево жалование и 7 рублей. |
| Костентинов Иван Иванович                                                                                       | Присланы (12 мая) с Путивля от воеводы Василия Коробьина с известием, что русские войска пришли и взяли Монастырёвский город, город с посадом сожгли, около города многих воинов литовских побили и деревни пожгли. | Государево жалование и денег по 6 рублей. |
| Рябой Левонтий (атаман)                                                                                         | Присланы (12 мая) с Путивля от воеводы Василия Коробьина с известием, что русские войска пришли и взяли Монастырёвский город, город с посадом сожгли, около города многих воинов литовских побили и деревни пожгли. | Государево жалование и денег по 6 рублей. |
| Дуров Василий                                                                                                   | Присланы (13 мая) из Новгородка Северского от стольника и воеводы Фёдора Волынского с известием, что в Новгород-Северском уезде на реке Семи на Омочевском перевозе многих литовцев побили и в плен взяли. | Государево жалование и 7 рублей |
| Чюбаров Тимофей                                                                                                 | Присланы (13 мая) из Новгородка Северского от стольника и воеводы Фёдора Волынского с известием, что в Новгород-Северском уезде на реке Семи на Омочевском перевозе многих литовцев побили и в плен взяли. | Государево жалование и 6 рублей. |
| Тархов Тихон | Присланы (04 июля) из Путивля от воеводы Василия Коробьина, из Новгорода Северского от стольника и воеводы Фёдора Волынского, из Рыльска от воеводы, князя Никиты Волконского с известием, что русские войска пришли в литовскую землю к Острю, острог остренский взяли и могих литовцев побили, русских пленных освободили, острог и посады пожгли. | Дано 12 рублей |
| Олешков Пётр (сотник)                                                                                           | Присланы (04 июля) из Путивля от воеводы Василия Коробьина, из Новгорода Северского от стольника и воеводы Фёдора Волынского, из Рыльска от воеводы, князя Никиты Волконского с известием, что русские войска пришли в литовскую землю к Острю, острог остренский взяли и могих литовцев побили, русских пленных освободили, острог и посады пожгли. | Дано 9 рублей |
| Стромоухов Дмитрий                                                                                              | Присланы (04 июля) из Путивля от воеводы Василия Коробьина, из Новгорода Северского от стольника и воеводы Фёдора Волынского, из Рыльска от воеводы, князя Никиты Волконского с известием, что русские войска пришли в литовскую землю к Острю, острог остренский взяли и могих литовцев побили, русских пленных освободили, острог и посады пожгли. | Дано 12 рублей |
| Дуров Баим | Присланы (04 июля) из Путивля от воеводы Василия Коробьина, из Новгорода Северского от стольника и воеводы Фёдора Волынского, из Рыльска от воеводы, князя Никиты Волконского с известием, что русские войска пришли в литовскую землю к Острю, острог остренский взяли и могих литовцев побили, русских пленных освободили, острог и посады пожгли. | Дано 9 рублей |
| Молеев Василий                                                                                                  | Присланы (04 июля) из Путивля от воеводы Василия Коробьина, из Новгорода Северского от стольника и воеводы Фёдора Волынского, из Рыльска от воеводы, князя Никиты Волконского с известием, что русские войска пришли в литовскую землю к Острю, острог остренский взяли и могих литовцев побили, русских пленных освободили, острог и посады пожгли. | Дано 12 рублей |
| Нерыбин Никифор                                                                                                 | Прибыл (09 июля) от боярина и князя, воеводы Алексея Юрьевича Сицкого с известием, что под Дубровной все посада и слободы литовские пожгли, стада угнали, уезд и волости захватили, засеку сожгли | За смоленский сеунч дано государево жалование 8 рублей |
| Изольской Левонтий                                                                                              | Прислан (24 июля) с Тулы от стольника и воеводы князя Фёдора Куракина и от дьяка Потапа Внукова с известием, что под Тулой татар побили. | Государево жалование и 6 рублей. |
| Кузенев Савва Васильевич                                                                                        | Прислан (14 августа) из Брянска от стольника и воевод: князя Ивана Дашкова и Василия Протопопова с известием, что приходили к Брянску крымские татары, город осадили, но осаду отбили многих побили и пленили, посады пожечь не дали, на перевозе через Десну догнали, многих побили и пленили 500 человек. | Государево жалование и денег 6 рублей. |
| Подымов Василий Григорьевич                                                                                     | Прислан (14 августа) из Болхова от воеводы Богдана Вельяминова с известием, что приходили к Болхову татары дважды, татар на вылазке от посада и слобод отбили, в гумнах хлеб сжечь не дали, а голова Прокофий Сюлюменев в Болховском уезде на реке Рогу с татарами бился, татар разогнал и пленных более 100 человек освободил. | Государево жалование и 4 рубля. |
| Тарбеев Иван | Прислан (17 августа) из Новгорода Северского от стольника и воеводы Фёдора Волынского с известием, что голова Фёдор Чюдинов в окрестностях литовского города Остря многие села и деревни повоевали и пожгли, многих воинов побили и пленных взяли. | Государево жалование и 5 рублей. |
| Савин Иван | Прислан (18 августа) из Курска от воеводы Ивана Волынского с известием, что приходили в Курский уезд татары и их в 10 верстах от города на Козицыну мосту многих побили захваченных русских пленников освободили и далее в уезд не пустили. И далее татары пошли под Курск к Ямской слободе и там с ними русские войска бились и татар многих побили, к посаду города не пустили и в том бою 3 языков взяли. | Государево жалование и 4 рубля |
| Хитрово Василий                                                                                                 | Прислан (20 августа) от стольника и воевод князя Василия Ромодановского и Семёна Лодыженского, с известием, что в Елецком уезде в селе Рожественом многих татар побили и пленных 7 человек взяли, а русских пленных из разных городов 200 человек отбили. | Государево жалование и 6 рублей. |
| Хитяинцов Иван Сидорович                                                                                        | Прислан (21 августа) от стольника и воевод князя Василия Ромодановского и Семёна Лодыженского, с известием, что при походе из Лебедяни к Донкову на реке Поника встретили татар, которых многиб побили и переранили, русских пленных 70 человек отбили. | Государево жалование и 5 рублей. |
| Дураков Иван | Прислан 928 августа) от стольника и воеводы князя Ивана Троекурова и от дьяка Никиты Дмитриева с известием, что в Серпейском уезде головы Степан Юшков и Гаврила Быков многих "воров казаков" наголову побили и пленных более 40 человек взяли. | Государево жалование и 5 рублей. |
| Шастов (Шестов) Иван                                                                                            | Присланы (25 сентября) из Новгорода Северского от стольника и воеводы Фёдора Волынского с известием, что голова Богдан Износков в бою с литовцами у литовского г. Остря и литовцев наголову побил и подстаросту городского взяли, к городскому малому острогу подступили, два дня его приступом брали, острог, посад и две городские башни сожгли, русских пленных отбили и Остренский уезд повоевали. Ходили походом в Киевский уезд, который повоевали, литовских воинов многих побили и были в 7 верстах от Киева. Потом пошли к литовскому г. Елмынск, город и посады пожгли, городского урядника убили и Елмынский уезд весь повоевали. | Дано 40 куниц цена 10 руб, чарка. камка 8 аршин цена 6 руб. |
| Чюдинов Севрюк                                                                                                  | Присланы (25 сентября) из Новгорода Северского от стольника и воеводы Фёдора Волынского с известием, что голова Богдан Износков в бою с литовцами у литовского г. Остря и литовцев наголову побил и подстаросту городского взяли, к городскому малому острогу подступили, два дня его приступом брали, острог, посад и две городские башни сожгли, русских пленных отбили и Остренский уезд повоевали. Ходили походом в Киевский уезд, который повоевали, литовских воинов многих побили и были в 7 верстах от Киева. Потом пошли к литовскому г. Елмынск, город и посады пожгли, городского урядника убили и Елмынский уезд весь повоевали. | Дано 12 рублей. |
| Колуга Иван (есаул)                                                                                             | Присланы (25 сентября) из Новгорода Северского от стольника и воеводы Фёдора Волынского с известием, что голова Богдан Износков в бою с литовцами у литовского г. Остря и литовцев наголову побил и подстаросту городского взяли, к городскому малому острогу подступили, два дня его приступом брали, острог, посад и две городские башни сожгли, русских пленных отбили и Остренский уезд повоевали. Ходили походом в Киевский уезд, который повоевали, литовских воинов многих побили и были в 7 верстах от Киева. Потом пошли к литовскому г. Елмынск, город и посады пожгли, городского урядника убили и Елмынский уезд весь повоевали. | Дано 7 руб, сукно 4 аршина цена 2 рубля. |
| Кривцов Иван Прокофьевич                                                                                        | Прислан (29 сентября) из Болохова от воеводы Богдана Вельяминова с известием, что он в Болоховском уезде татар на речке Горноши побил, пленных взял и русских пленных более 400 человек отбил. | Государево жалование и 7 рублей. |
| Лукин Замятны                                                                                                   | Прислан (29 сентября) от воеводы Богдана Вельяминова с известием, что в Болоховском уезде голова Никита Совин у Егорья и Пелеве татар побил и русских пленных более 100 человек освободили. | Государево жалование и 5 рублей. |
| Бутурлин Фёдор Васильевич                                                                                       | Присланы (16 октября) из под Смоленска от стольников и воевод Михаила Бутурлина, стольника Федора Бутурлина и Исака Погожева, с известием, что (09 октября) пришли из Литвы под смоленские остроги польские и литовские военные люди Александра Гасевского, татары и "казаки изменники" 3000 человек и был бой с утра до вечера, литовско-польские войска побили, пленных 56 человек, знамёна, литавры и трубы взяли. | Камки 10 аршин цена 10 руб, 40 соболей цена 32 руб, серебряный ковш. |
| Френев Залешенин                                                                                                | Присланы (16 октября) из под Смоленска от стольников и воевод Михаила Бутурлина, стольника Федора Бутурлина и Исака Погожева, с известием, что (09 октября) пришли из Литвы под смоленские остроги польские и литовские военные люди Александра Гасевского, татары и "казаки изменники" 3000 человек и был бой с утра до вечера, литовско-польские войска побили, пленных 56 человек, знамёна, литавры и трубы взяли. | Дано 40 куниц цена 10 руб, камки 8 аршин цена 6 рублей. |
| Бестужев Никита (голова)                                                                                        | Прислан (16 октября) из Ливен от воевод: Тимофея Измайлова и Петра Данилова с известием, что они ходили в степь на татар и в 30 верстах от Оскола на Большом Колодезе многих татар побили, переранили и пленных взяли, а русских пленных 557 человек отбили. | Государево жалование и 9 рублей. |
| Сергеев Мелих                                                                                                   | Прислан (27 октября) из Курска от воеводы Ивана Волынского с известием, что стрелецкий голова Григорий Милославский в Курском уезде в 2-х местах татар многих побил и русских пленных отбили. | Государево жалование и 5 рублей. |
| Стромоухов Константин                                                                                           | Прислан 28 октября) из Новгорода Северского от стольника и воеводы Фёдора Волынского с известием, что под Стародубом головы Константин Стромоухов и атаман Резвой литовские войска побили и гнали их 8 вёрст. | Государево жалование, 5 рублей, сукно 4 аршина цена 2 рубля. |
| Булгаков Фёдор                                                                                                  | Прислан (03 ноября) из Новгорода Северского от стольника и воеводы Фёдора Волынского с известием, что в Трубчёвском уезде литовские войска побили, старшину шляхтича Томаша Берестецкова взяли и послали в Москву. | Государево жалование и 5 рублей |
| Юраков Василий Иванович                                                                                         | Прислан (06 ноября) из Карачева от воеводы Ивана Ловчикова с известием, что приходили под Карачев литовские отряды полковника Ратвеевича и пытались взять острог, но приступ отбили и литовцы ушли в Сомовскую волость. | Государево жалование и 4 рубля. |
| Толбузин Никита Дмитриевич                                                                                      | Прислан (18 ноября) из Брянска от стольника и воевод князя Ивана Дашкова и от Василия Протопопова с тем, что на литовской границе на Остре реке побили многих литовцев и взяли в плен шляхтича Янка Якубова. | Государево жалование и 5 рублей. |
| Рагозин Даниил                                                                                                  | Прислан (29 ноября) из Мценска от стольника и воеводы князя Василия Туренина и от Дмитрия Скуратова с тем, что литовские отряда под Печерью в деревне Устомле многих побили и в плен взяли. | Государево жалование и 4 рубля, сукно 5 аршин цена 1,8 рублей. |
| Лямишов Зиновий                                                                                                 | Прислан (02 декабря) из Новгорода Северского от стольника и воеводы Фёдора Волынского с тем, что голова Пётр Чюдинов пришел в литовскую землю, Гомейской уезд повоевали многие сёла и деревни пожгли, воинов побили, а на обратном пути был бой с литовскими отрядами на реке Снов и литовцев побили и преследовали их 12 вёрст. | Государево жалование и 4 рубля, сукна 5 аршин цена 1,8 рублей. |
| Евской Фёдор | Прислан (20 декабря) из Курска от воеводы Ивана Волынского с тем, что голова Левонтий Жердин в Курском уезде на реке Мокви литовцев побили и 2 пленных взяли. | Государево жалование и 5 рублей, сукна 4 аршина цена 2 рубля. |
| Маслов Григорий Савинович                                                                                       | Прислан (21 декабря) из курска от воеводы Ивана Волынского с тем, что приходили к Курску литовские отряды и пытались приступом взять острог и на вылазке литовцев побили, из слобод их выбили и пленных взяли. | Государево жалование и 5 рублей, сукна 4 аршина цена 2 рубля. |
| 1618 | | |
| Юдин Алексей | Присланы (28 января) из Путивля от стольника, воеводы и князя Григория Тюфякина и воеводы Степана Чемесова, с тем, что в полночь под Путивль подошли (05 января) отряды князя Юрия Вишневецкого, а с ним 1200 человек и они большой острог взяли приступом и три дня город приступом брали, от воды отрезали. а в ночь (15 января) город приступом с четырёх сторон брали и при штурме убито более 1000 человек, город отбили и литовские отряды с большой потерей отошли в Литву. | Чарка цена 2 руб, камки 8 аршин цена 6 руб. 40 куниц цена 10 руб. |
| Константинов Алексей                                                                                            | Присланы (28 января) из Путивля от стольника, воеводы и князя Григория Тюфякина и воеводы Степана Чемесова, с тем, что в полночь под Путивль подошли (05 января) отряды князя Юрия Вишневецкого, а с ним 1200 человек и они большой острог взяли приступом и три дня город приступом брали, от воды отрезали. а в ночь (15 января) город приступом с четырёх сторон брали и при штурме убито более 1000 человек, город отбили и литовские отряды с большой потерей отошли в Литву. | Чарка цена 2 руб, камки 8 аршин цена 5 руб, 40 куниц цена 10 руб. |
| Гринёв Андрей (атаман)                                                                                          | Присланы (28 января) из Путивля от стольника, воеводы и князя Григория Тюфякина и воеводы Степана Чемесова, с тем, что в полночь под Путивль подошли (05 января) отряды князя Юрия Вишневецкого, а с ним 1200 человек и они большой острог взяли приступом и три дня город приступом брали, от воды отрезали. а в ночь (15 января) город приступом с четырёх сторон брали и при штурме убито более 1000 человек, город отбили и литовские отряды с большой потерей отошли в Литву. | Чарка цена 2 руб, камки 8 аршин цена 5 руб. |
| Чеплыгин Тарас                                                                                                  | Прислан (01 февраля) из Курска от воеводы Ивана Волынского с тем, что приходили под Курск литовские отряды и русские с ними в посаде бились и литовцев побили а в ночь в 6 верстах от города их побили и пленных взяли. | Государево жалование и 6 руб, сукна 4 аршина цена 2 руб. |
| Шумаков Кондрат (голова)                                                                                        | Прислан (05 февраля) из Курска от воеводы Ивана Волынского с тем, что русские отряды на реке Хопу (от Курска 30 верст) многих литовских воинов побили и пленных 12 человек взяли | Государево жалование и 5 руб, сукна 4 аршина цена 2 руб |
| Стромоухов Степан                                                                                               | Присланы из Новгорода Северского от стольника и воеводы Фёдора Волынского с тем, что приходили к городу литовские отряды и город приступом брали со всех сторон, город отбили и с посада литовцев выбили, слобод выжечь не дали, многих литовцев побили, знамёна и пленных взяли. | Камка 8 аршин цена 5 руб, 40 куниц цена 10 руб. |
| Булгаков Алексей                                                                                                | Присланы из Новгорода Северского от стольника и воеводы Фёдора Волынского с тем, что приходили к городу литовские отряды и город приступом брали со всех сторон, город отбили и с посада литовцев выбили, слобод выжечь не дали, многих литовцев побили, знамёна и пленных взяли. | Дано (?) рублей. |
| Волжин Иван | Присланы (19 февраля) из Новгорода Северского от стольника и воеводы Фёдора Волынского, с тем, что голова Миляй Карпов литовский город Гомы и Гомейский острог взяли и многих литовских воинов в остроге побили, острог, сторожевые башни пожгли и вокруг города на 50 вёрст села и деревни пожгли, Гомейский уезд весь повоевали и пожгли. | Дано 40 куниц цена 10 руб. |
| Люшин Василий Андреевич                                                                                         | Присланы (19 февраля) из Новгорода Северского от стольника и воеводы Фёдора Волынского, с тем, что голова Миляй Карпов литовский город Гомы и Гомейский острог взяли и многих литовских воинов в остроге побили, острог, сторожевые башни пожгли и вокруг города на 50 вёрст села и деревни пожгли, Гомейский уезд весь повоевали и пожгли. | Дано 9 рублей. |
| Попов Дорофей (атаман)                                                                                          | Присланы (19 февраля) из Новгорода Северского от стольника и воеводы Фёдора Волынского, с тем, что голова Миляй Карпов литовский город Гомы и Гомейский острог взяли и многих литовских воинов в остроге побили, острог, сторожевые башни пожгли и вокруг города на 50 вёрст села и деревни пожгли, Гомейский уезд весь повоевали и пожгли. | Дано 9 рублей. |
| Стрешнев Иван                                                                                                   | Присланы (21 февраля) из Воронежа от воевод князя Василия Пронского и Артемия Лодыгина с тем, что приходили под Воронеж литовские отряды и черкасы 5000 человек и город и острог дважды приступом со всех сторон брали, город и посады отбили, знамёна, литавры и литовцев взяли, посады выжечь не дали. На вылазке на Оскольской дороге их до Дона вёрст 10 преследовали. | Государево жалование, камки 10 аршин цена 8 руб, 40 куниц цена 10 руб |
| Буханов Артём                                                                                                   | Присланы (21 февраля) из Воронежа от воевод князя Василия Пронского и Артемия Лодыгина с тем, что приходили под Воронеж литовские отряды и черкасы 5000 человек и город и острог дважды приступом со всех сторон брали, город и посады отбили, знамёна, литавры и литовцев взяли, посады выжечь не дали. На вылазке на Оскольской дороге их до Дона вёрст 10 преследовали. | Государево жалование и 10 рублей. |
| Бояшев Фёдор | Прислан (08 марта) из Дорогобужа от боярина и воеводы, князя Юрия Яншеевича Сулешева и от воеводы и стольника , князя Семёна Прозоровского, дьяка Ивана Грязева с тем, что посылали они войска на бой с польско-литовским войском полковника Вишля и литовские войска побили наголову, пленных взяли, знамёна, трубы и литавры взяли. | Государево жалование, серебряный ковш, 40 соболей цена 35 руб, камки 10 аршин цена 10 рублей. |
| Тараканов Фёдор                                                                                                 | Присланы (13 марта) из Дорогобужа от боярина, воеводы, князя Ю.Я. Сулешева с известием о поимке Гаврилом Бакиным литовского полковника Вишля. | Государево жалование, 40 соболей цена 20 руб, ковш, камки 10 аршин цена 8 руб. |
| Бакин Гаврила (голова)                                                                                          | Присланы (13 марта) из Дорогобужа от боярина, воеводы, князя Ю.Я. Сулешева с известием о поимке Гаврилом Бакиным литовского полковника Вишля. | Государево жалование, камки 8 аршин цена 6 руб, чарка цена 2 руб, денег 2 руб. |
| Люшин Василий Степанович                                                                                        | Прислан (06 апреля) из Новгорода Северского от князя Ивана Долгорукова с тем, что голова Пётр Чюдинов в 10 верстах от литовского города Гомья многих литовских воинов побил, пленных взял и литовцы прислали на помощь ещё отряды и тех людей в Гомейском уезде побили, села и деревни пожгли. | Государево жалование и 4 руб, сукно 5 аршин цена 2 рубля. |
| Борятинский Василий (князь)                                                                                     | Прислан (12 апреля) из Словажского острожка от боярина, воеводы и князя Ю.Я. Сулешова и от дьяка Ивана Грязева с тем, что (06 апреля) посылали войска под Буловитский острог на литовские отряды, которых побили наголову и полковника князя Степана Мосальского, ротмистра Кричевского и поручика Ерофея Котловского и Дубровина племянника пана Севастьяна Дуброву и хорунжего Степана Ольшевского и племянника Друцкого - Николая Высоковского, а с ними многих шляхтичей поймали. | Государево жалование, ковш, 40 соболей цена 40 руб, камки 10 аршин цена 10 руб. |
| Износков Матвей                                                                                                 | Прислан (17 апреля) из Новгорода Северского от воеводы, князя Ивана Долгорукова с тем, что головы Матвей и Пётр Чюдиновы в литовских Гомейском и Остренском уездах многие села и деревни пожгли и литовских ратников побили и на них были посланы литовские отряды, которых тоже побили и пленных взяли. | Государево жалование и 6 рублей. |
| Чаинский Иван (голова)                                                                                          | Прислан (24 апреля) с тем, что он был головою в бою под Буловицами, где литовские отряды побили. | Государево жалование, серебряный ковш, 40 соболей цена 20 руб. камки 10 аршин цена 10 рублей |
| Ртищев Михаил Алексеевич                                                                                        | Присланы (05 мая) из Ельца от стольника и воеводы князя Василия Ромодановского с тем, что в связи с угрозой татарского отряда в 200 человек, ходил в Елецкий уезд у в 15 верстах от города за Седельным лесом татар многих побили и пленных взяли, русских пленных и стада животных отбили, взяли в плен мурзу и 10 знатных татар | Государево жалование и 7 руб, тафты 4 аршина цена 2 рубля. |
| Дмитриев Панфил                                                                                                 | Присланы (05 мая) из Ельца от стольника и воеводы князя Василия Ромодановского с тем, что в связи с угрозой татарского отряда в 200 человек, ходил в Елецкий уезд у в 15 верстах от города за Седельным лесом татар многих побили и пленных взяли, русских пленных и стада животных отбили, взяли в плен мурзу и 10 знатных татар | Государево жалование и 6 рублей |
| Камынин Ларион (жилец)                                                                                          | Присланы (09 мая) из Ливен от воевод Тимофея Измайлова и Петра Данилова с тем, что к городу подходили татары более 300 человек и был бой за городом. татар побили, взяли в плен мурзу и 10 знатных татар, русских пленных отбили. | Государево жалование и 7 руб, тафта 4 аршина цена 2 рубля. |
| Мальцов Иван | Присланы (09 мая) из Ливен от воевод Тимофея Измайлова и Петра Данилова с тем, что к городу подходили татары более 300 человек и был бой за городом. татар побили, взяли в плен мурзу и 10 знатных татар, русских пленных отбили. | Государево жалование и 6 рублей. |
| Борятинский Пётр Романович                                                                                      | Прислан (18 мая) из Дорогобужа от боярина, воеводы и князя Ю.Я. Сулешева с тем, что (14 мая) приходил под Дорогобуж полковник Чаплинский с литовскими отрядами и черкасами, был бой, противника разгромили наголову, знамёна, трубы, литавры и пленных 240 человек взяли. | Государево жалование, серебряный ковш, камки куфтюрю зелёной 10 аршин, 40 соболей цена 50 руб. |
| Киреевский Григорий                                                                                             | Прислан (24 мая) из Дорогобужа от боярина, воеводы и князя Ю.Я. Сулешева с известием, что (14 мая) см. выше. | Государево жалование, 40 соболей цена 20 руб, ковш, камка 10 аршин цена 8 рублей. |
| Стогов Истома                                                                                                   | Прислан (21 мая) из Можайска от стольника, воеводы и князя Петра Пронского и Ивана Колтовского с тем, что Истома и Фёдор Устимовы литовцев, татар и казаков побили, знамёна и литавры взяли. | Государево жалование и 3 рубля. |
| Селиванов Шестой (голова)                                                                                       | Прислан (26 июня) из Брянска от стольника и воеводы князя Ивана Дашкова с тем, что в Рословском уезде в дворцовой деревне Озобичи литовские отряды побили, знамёна и пленных взяли. | Государево жалование и 7 руб, сукна 4 аршина цена 2 рубля. |
| Левашов Сергей (голова)                                                                                         | Прислан (03 июля) от стольника, воеводы и князя Василия Щербатово и Ивана Благово с тем, что поставили литовцы острожок от Белой в 15 верстах и тот острожок взяли, литовцев побили и пленили 66 человек. | Государево жалование, чарка цена 2 руб, камки (?), 40 куниц. |
| Овсяников Курдюм                                                                                                | Прислан (08 июня) с Валуек от воеводы Петра Данилова с тем, что приходили на валуйские поля на стада 3200 человек татар, пленных и стада взяли, а на заставе для оберегания крымских послов был Карп Воробьёв, был бой и на помощь пришёл Курдюм Овсяников и татар побили, многих ранили пленных и стада освободили, а татар вёрст 20 преследовали. | Государево жалование и 5 рублей. |
| Мясоедов Бессон                                                                                                 | Прислан (09 июля) из Брянска от стольника и воеводы, князя Ивана Дашкова с тем, что из под Дорогобужа в Брянский уезд в Поцынскую волость приходили литовцы, на которых послан голова Сулеш Семичов, и был бой у Чорнооковского леса и литовцев побили, пленных взяли. | Государево жалование и 5 руб, сукна 5 аршин цена 2 рубля. |
| Бородин Сафрон Артемьевич                                                                                       | Прислан (16 июля) от стольника и воеводы, князя Василия Ромодановского и Ивана Хрущёва с тем, что головы Олимпий Артемьев и Гаврила Салков в Елецком уезде в Заплоских лесах, в 20 верстах от города татар побили, многих переранили и пленных взяли, русский полон отбили. | Государево жалование и 5 рублей. |
| Лихнев Сава | Прислан (19 июля) из Оскола от воеводы Игнатия Лихнева с тем, что в 50 верстах от Оскола татар на поле Грязные потуни татар наголову побили, пленных 23 человека взяли, русский полон из разных городов отбили. | Государево жалование и 8 рублей. |
| Турский Иван | Прислан (20 июля) из Вязьмы от воеводы и князя Никиты Мезецкого и Степана Татищева с тем, что (16 июля) приходили под Вязьму от полковника Чаплинского литовские отряды и казаки и был бой, литовцев наголову разбили и ротмистра Александра Долгово и трубачя Ивана Сергеева, а с ними 25 пленных и знамёна взяли. | Государево жалование и 8 рублей. |
| Секирин Тугарин                                                                                                 | Прибыл (21 июля) из Михайлова от воеводы, князя Богдана Касаткина-Ростовского с тем, что в Михайловском уезде, на Липском броду татар многих побили, пленных 12 человек взяли и русских пленных болеем 100 человек освободили. | Государево жалование и 7 рублей. |
| Киреев Дмитрий Иванович                                                                                         | Прибыл (21 июля) из Новгорода Северского от воеводы и князя Ивана Долгорукова с тем, что головы Богдан Износков и Фёдор Безобразов в Прилуцком повете под Обечем острог взяли и литовцев многих побили, знамёна, пищали взяли, а как пошли назад, не доходя до реки Десны их нагнали литовские отряды и был бой и многих литовцев побили и гнались за ними 10 вёрст. | Государево жалование и 6 рублей. |
| Некрасов Алексей (голова)                                                                                       | Прислан (25 июля) из Путивля от воевод Дмитрия Пушечникова и Степана Чемисова с тем, что в 40 верстах от литовского города Хороля. на речке Гавнянке литовцев побили, знамёна и пленных взяли. | Государево жалование и 5 рублей |
| Давыдов Фирс (есаул)                                                                                            | Присланы (25 июля) из Козельска от воеводы и князя Никиты Гагарина и Якова Дашкова с тем, что приходили в Белёвский уезд татары и на реке Мизгеи был бой и татар многих побили и взяли в плен Казыева улуса Бек мурзу Салтанова, а с ним 18 знатных татар. | Государево жалование и по 4 руб, сукно по 4 аршина по цене 2 руб. |
| Фролов Никита (есаул)                                                                                           | Присланы (25 июля) из Козельска от воеводы и князя Никиты Гагарина и Якова Дашкова с тем, что приходили в Белёвский уезд татары и на реке Мизгеи был бой и татар многих побили и взяли в плен Казыева улуса Бек мурзу Салтанова, а с ним 18 знатных татар. | Государево жалование и по 4 руб, сукно по 4 аршина по цене 2 руб. |
| Соломеин Киприян (голова)                                                                                       | Прислан (29 июля) из Вязьмы от воевод и князя Никиты Мезецкого и Степана Татищева с тем, что (18 июля) послали в Дорогобужский и Вяземский уезд к острогу взять пленного и острог взяли, литовцев побили и пленных 23 человека взяли. | Государево жалование и 9 руб, тафты 4 аршина цена 2 рубля. |
| Малыгин Фома | Прислан (06 августа) из Новосиля от воевод Василия Волынского и Прокофия Воейкова с тем, что в Чернском уезде сошлись с татарами в деревне Дубна, когда татары шли из Крапивенского уезда с пленными и татар побили, трёх татар взяли и всех русских пленных освободили. | Государево жалование и 4 рубля. |
| Чемесов Борис (есаул)                                                                                           | Присланы (11 августа) от стольника и воеводы, князя Петра Пронского и Ивана Колтовского с тем, что (04 августа) посылали есаула Степана Павлова, атамана Василия Волдыря и Панкрата Гаврилова и в Дорогобужском уезде в деревне Дубровской острог взяли, польско-литовские отряды побили, в плен 6 человек взяли и между ними шляхтич Матвей Любский. | Государево жалование и 4 рубля. |
| Марков Харитон                                                                                                  | Присланы (11 августа) от стольника и воеводы, князя Петра Пронского и Ивана Колтовского с тем, что (04 августа) посылали есаула Степана Павлова, атамана Василия Волдыря и Панкрата Гаврилова и в Дорогобужском уезде в деревне Дубровской острог взяли, польско-литовские отряды побили, в плен 6 человек взяли и между ними шляхтич Матвей Любский. | Государево жалование и 3 рубля. |
| Коротаев Сергей                                                                                                 | Присланы (23 августа) от стольника и воевод, князя Никиты Черкасского с тем, что на реке Сосне, у Усть-Чернавских бродов татар многих побили, пленных взяли и русских пленных 372 человека освободили. | Государево жалование и 4 рубля. |
| Титов Омельян (сын боярский)                                                                                    | Присланы (23 августа) от стольника и воевод, князя Никиты Черкасского с тем, что на реке Сосне, у Усть-Чернавских бродов татар многих побили, пленных взяли и русских пленных 372 человека освободили. | Государево жалование и 3 рубля. |
| Протасов Алай                                                                                                   | Прислан (27 августа) из Мценска от воевод, князя Фёдора Татева и Никиты Лихарева с тем, что татары под Мценском многих пленных и стада поймали, и был бой, татар побили, гнали их по Орловский рубеж. | Государево жалование и 5 рублей |
| Сьянов Василий                                                                                                  | Прислан (27 августа) от Фёдора Погожева с тем, что литовские отряды, которые были в Белозёрском уезде и громили боярина, князя Ивана Андреевича Хованского, побили и пленных 18 человек взяли. | Государево жалование и 10 рублей, сукна. |
| Толбузин Тихон                                                                                                  | Прислан (03 сентября) из Брянска от стольника и воеводы, князя Ивана Дашкова с тем, что стрелецкий голова Семён Безобразов и Савелий Кузенев в Рославском уезде литовский отряд в 150 человек побили и пленных взяли, а также в Брянском уезде отряд в 300 человек ротмистра Светицкого, побили наголову. | Государево жалование и 5 рублей. |
| Дурной Михаил (жилец)                                                                                           | Присланы (08 октября) из Ливен от стольника и воевод, князя Никиты Черкасского и Петра Данилова с тем, что в ходили они на татар, многиб побили, пленных взяли и русских пленных 211 человек освободили. | Государево жалование и 5 рублей. |
| Павлов Иван (сын боярский)                                                                                      | Присланы (08 октября) из Ливен от стольника и воевод, князя Никиты Черкасского и Петра Данилова с тем, что в ходили они на татар, многиб побили, пленных взяли и русских пленных 211 человек освободили. | Государево жалование и 3 рубля. |
| Заболотцский Позняк                                                                                             | Прислан (11 октября) из Ливен отстольника и воевод, князя Никиты Черкасского и Петра Данилова с тем, что ходили на татар и под Ливнами в 50 верстах нашли, многих побили, русских пленных освободили. | Государево жалование и 4 рубля. |
| Кондырев Кузьма Казаринович (мещанин)                                                                           | Прислан (28 октября) из Калуги от воеводы, князя Афанасия Гагарина с тем, что голова Ждан Кондырев в Козельском уезде в селе Синкове литовский отряд наголову разбили, пленных 9 человек взяли. | Государево жалование и 5 рублей, сукна 4 аршина цена 2 рубля. |
| Иванов Лавр (есаул)                                                                                             | Прислан (11 ноября) из Калуги от боярина и воеводы. князя Дмитрия Михайловича Пожарского и от князя Афанасия Гагарина с тем, что атаман Иван Офремьев в Медынском уезде литовцев побили, 2-х пленных из полка королевича взяли. | Государево жалование и 5 рублей, сукна 4 аршина цена 2 рубля. |
| Кондырев Ждан                                                                                                   | Прислан (11 ноября) из Калуги от воевод, князя Д.М. Пожарского и князя А. Гагарина с тем, что в Мещовском уезде. селе Зайцево литовский отряд побили и пленных 11 человек взяли. | Государево жалование и 7 рублей. |
| Бегичев Кузьма                                                                                                  | Прислан (15 ноября) из Калуги от боярина и воеводы, князя Д.М. Пожарского и князя А. Гагарина с тем, что голова Борис Дворянинов в 10 верстах от Козельска, у деревни Романовской, литовцев побили и взяли 20 пленных, и в Белёвском уезде литовцев побили. | Государево жалование и 5 руб, сукна 4 аршина цена 2 рубля. |
| Кривцов Игнатий (голова)                                                                                        | Прислан (19 ноября) из Болохова от воеводы Ивана Наумова с тем, что в Болховском уезде в своём поместье в деревне Нагой, от города 20 вёрст, литовцев побили и литовцы заперлись в его доме, который он Игнатий поджог, а ротмистра Василия Рогановского убил и пленных 12 человек взял. | Государево жалование и 7 рублей, сукна 4 аршина цена 2 рубля. |
| Лыков Борис Михайлович                                                                                          | Прибыли (23 ноября) с тем, что (20-21 ноября) воевода Григорий Валуев в Можайском уезде, в дворцовом селе Олешне и в деревнях в 60 верстах от Можайска заставу литовского отряда побил наголову, ротмистров, поручиков, хорунжих, знамёна, литавры, трубы и пищали взяли | Государево жалование, ковш, камка, 40 соболей. |
| Коноплёв Иван                                                                                                   | Прибыли (23 ноября) с тем, что (20-21 ноября) воевода Григорий Валуев в Можайском уезде, в дворцовом селе Олешне и в деревнях в 60 верстах от Можайска заставу литовского отряда побил наголову, ротмистров, поручиков, хорунжих, знамёна, литавры, трубы и пищали взяли | (?) |
| Филатов Иван (атаман)                                                                                           | Прислан 902 декабря) из Калуги от боярина и воеводы, князя Д.М. Пожарского и князя Афанасия Гагарины с тем, что головы Константин Дурной и Иван Морин в Боровском уезде в деревне Клин, сошлись с литовским отрядом, отряд побили и шляхтичей под королевским знаменем 15 человек взяли. | Государево жалование и 7 рублей |
| Лукин Неустрой                                                                                                  | Прислан (11 декабря) из Болохова от воеводы Ивана Наумова с тем, что приходили к Болхову в посад литовские отряды и был с ними бой, из посада выбили и сжечь не дали, а в Козельском уезде в деревне Науколица был бой с литовцами и взяли 2 пленных. | Государево жалование и 5 рублей. |
| Бахтеев Семён Григорьевич (жилец)                                                                               | Прислан с письмом (14 декабря) из Старицы от воеводы Якова Вельяминова с тем, что посылал он к Погорелому городищу С. Бахтеева, Степана Измайлова, князя Тимофея Мологинсково, Степана и Андрея Оболешовых, Захария Петровича Новосильцова и в поместье Степана Оболешова деревне Метилове сошлись с литовским отрядом, их победили взяли в плен 6 человек. | Государево жалование и 5 руб, сукно 4 аршина цена 3 рубля. |
| Орефьев Иван (атаман)                                                                                           | Прислан (24 декабря) из Калуги от боярина и воеводы Д.М. Пожарского с тем, что (19 декабря) в Оболенском уезде у Новодевичьего монастыря в селе Вознесенском сошлись с литовским отрядом, который побили, пленных, знамёна взяли и стан их сломали (записано в сеунч по боярскому приговору). | Дано за сеунч 5 руб, сукно и денег 5 рублей. |
| Пётр Колупаев                                                                                                   | Прислан (24 декабря) с письмом от Путилы Резанова, из Одоева с тем, что пришли литовские отряды от Лихвина в Одоевский уезд, в село Петровское, от города 6 вёрст и послали на них голову Петра Колупаева, который литовцев побил, пленных 4 человек взял и русского мужика. | Государево жалование и 4 рубля. |
| Тарбеев Иван (голова)                                                                                           | Прислан (30 декабря) с письмом с Белой от стольника и воеводы, князя Бориса Хилкова и Ивана Благово, с тем, что (06 декабря) пришли под Белую польско-литовские отряды и поставили острог в Ладысской волости и (25 декабря) тот острог взяли, литовцев побили, знамёна, пленных 91 человек взяли и в их числе ротмистр Войтех Багинский (посажен в тюрьму в Белой од царского решения) и трех детей боярских (изменников) из отрядов Степана Бельского и Петра Унковского взяли. | Государево жалование, 40 соболей цена 15 руб, чарка цена 2 рубля, камка. |
| Глебов Карп | Прислан (30 декабря) с письмом из Брянска от стольника и воеводы, князя Ивана Дашкова с тем, что (27 декабря) голова Федор Глотов в Козельском уезде в деревне Фроловой литовских людей побили, пленных взяли. | Государево жалование и 6 руб, сукно. |
| Семичов Сергей                                                                                                  | Прислан (30 декабря) с письмом из Брянска от стольника и воеводы, князя Ивана Дашкова с тем, что (27 декабря) голова Федор Глотов в Козельском уезде в деревне Фроловой литовских людей побили, пленных взяли. | Государево жалование и 5 руб, сукно. |
| 1619 | | |
| Субочев Томило                                                                                                  | Прислан (10 января) из Мценска от воеводы и князя Фёдора Татева с тем, что приходили (01 января) к Мценскому посаду литовские отряды, которых побили, на следующий день посланы в Мценский уезд голова Семён Рогозин и в деревне Силино, помещика Шеншина был бой, на котором литовцев побили, пленных 12 человек взяли. | Государево жалование и 5 руб, сукно. |
| Шубин Тимофей                                                                                                   | Прислан (16 января) из Волока от стольника и воеводы, князя Василия Ахамашукова Черкаскова с тем, чтоголова Алексей Ушаков в Старицком уезде в селе Дорожаеве побили и живых 13 человек литовский шляхтичей Яна Шабуневича взяли и русских людей 7 человек. | Государево жалование и пять руб, сукно. |
| Макеев Анисим                                                                                                   | Прислан (17 февраля) из Болохова воевода Иван Наумов с тем, что (02 февраля) пришли под Болохов литовские отряды, русские караулы сняли и убили, а несколько человек убежали и предупредили об угрозе. Пытались город приступом взять, но их побили, пленных 6 человек взяли, с посада литовцев также выбили и русских пленных освободили. | Государево жалование в 6 руб и сукно. |
| Болкошин Томила                                                                                                 | Присланы (12 марта) из Ржева Владимирского от воевод Ивана Милюкова и Никиты Панина с тем, что (05 марта) голова Томила Болкошин, Афанасий Порохов и есаул Фёдор Мещеряков в Зубцовском уезде на Вяземской дороге в Юрьев, в деревне Челеево дали бой литовцам, их побили. пленных 6 человек взяли, в числе которых поручик Семён Буйнак. | Государево жалование и 5 руб, сукно. |
| Култашов Василий                                                                                                | Присланы (12 марта) из Ржева Владимирского от воевод Ивана Милюкова и Никиты Панина с тем, что (05 марта) голова Томила Болкошин, Афанасий Порохов и есаул Фёдор Мещеряков в Зубцовском уезде на Вяземской дороге в Юрьев, в деревне Челеево дали бой литовцам, их побили. пленных 6 человек взяли, в числе которых поручик Семён Буйнак. | Государево жалование и 5 руб, сукно. |
| Шатилов Фалимер                                                                                                 | Прислан (17 марта) из Одоева от воеводы Путило Резанова с тем, что (05 марта) приходили под Одоев из Козельска литовские отряды ротмистра Свидницкого, которых побили, пленных 3-х шляхтичей взяли, а самого Свидницкого ранили | Государево жалование 3 руб и сукно. |
| Люшин Фёдор Андреевич                                                                                           | Прислан (28 марта) из Новгорода Северского от воеводы и князя Ивана Долгорукова с тем, что голова Дмитрий Стромоухов в 7 верстах от Стародуба литовскую заставу побил, знамёна и пленных взял в числе которых шляхтичи Матьяш Осмольский, Николай Ростовский, Матьяш Ланкеев, Василий Задерновский. | Государево жалование 5 руб, и сукно. |
| Лукин Замятня                                                                                                   | Прислан (29 марта) из Болохова от Ивана Наумова с тем, что пришли под Болохов (20 марта) к посаду литовские отряды и посланы на них из острога войска, которые литовцев от острога отбили и литовцы отошли к Деевскому мосту, на котором опять был бой и опять литовцев побили, многих потопили, пленных 4 человека взяли, среди которых Воленка Гродцкий, русских пленных освободили, а также взяли 160 литовских лошадей. | Государево жалование 6 руб, и сукно. |
| Александров Гаврила                                                                                             | Присланы (08 мая) из Стародуба от воеводы Никиты Карамышева с тем, что приходил полковник Казановский с польско-литовским и немецким войском и окружив город стоял под ним 6 недель, за которые неоднократно пытались приступом взять, и при штурмах и на вылазках многих не приятелей побили и пленных взяли, а сам Казановский отошёл от Стародуба на 20 вёрст и встал на Трубчевской дороге. | Государево жалование и по 5 руб. по сукну. |
| Черкашенинов Григорий                                                                                           | Присланы (08 мая) из Стародуба от воеводы Никиты Карамышева с тем, что приходил полковник Казановский с польско-литовским и немецким войском и окружив город стоял под ним 6 недель, за которые неоднократно пытались приступом взять, и при штурмах и на вылазках многих не приятелей побили и пленных взяли, а сам Казановский отошёл от Стародуба на 20 вёрст и встал на Трубчевской дороге. | Государево жалование и по 5 руб. по сукну. |
| Борамыков Афанасий                                                                                              | Прислан (08 мая) из Новгорода Северского от воеводы и князя Ивана Долгорукова с тем, что (26 марта) в 6 верстах под Стародубом разгромлены польские и немецкие отряды, знамёна и литавры взяли. | Государево жалование и 6 руб, сукно. |
| Иванов Лавр (есаул)                                                                                             | Прислан (18 мая) из Калуги от боярина и воевода Д.М. Пожарского с тем, что по полученным сведениям в дворцовое село Митвинов Круг пришёл польско-литовский отряд и хотят идти на Вязьму и воевода послал туда головы с сотнями, которые сперва угнали вражеских лошадей, а потом разбили отряды и взяли пленников 9 человек с одним русским изменником. | Государево жалование 5 руб, и сукно. |
| Панов Иван (есаул)                                                                                              | Прислан (24 мая) из Калуги от воеводы и князя Д.М. Пожарского с тем, что в Серпейском уезде, 40 верст от Вязьмы, в деревне Сискине, бились с литовцами и наголову их разгромили, пленных 3 человек взяли, да русских изменников 4 человек и с ними взяли 7 грамот и от козельских воевод 2 грамоты. | Государево жалование и 4 руб, и сукно. |
| Воронцов Безсон                                                                                                 | Прислан (26 мая) из Одоева от воеводы Путилы Резанова с тем, что (15 мая) приходили под Одоев из Белёва польско-литовские отряды и русские отряды на вылазке их разгромили и пленных взяли. | Государево жалование 4 руб, и сукно. |
| Иванов Епсихей (стрелец)                                                                                        | Прислан (26 мая) из Крапивны с тем, что (23 мая) приходили на рассвете к городу и посаду польско-литовские отряды и был бой, на котором их побили и пленных взяли, в числе которых пан Будовский. | Государево жалование 4 руб, и сукно. |
| Елецкий Фёдор (князь, стольник))                                                                                | Прибыл (26 мая) с докладом, что привёз на Белую запасы провианта и боеприпасов. | Пожалован у царского стола атласной золотой шубой на соболях цена 105 руб, серебряный позолоченный кубок |
| Гатилов Филипп                                                                                                  | Прислан (26 мая) из Одоева от воеводы Путилы Резанова с тем, что (06 мая) приходили под Одоев от Лихвина по Упской дороге по Заречью на Нижний посад литовские отряды, которых побили и пленили Яна Петровского. | Государево жалование 4 руб, и сукно. |
| Ходырев Михаил                                                                                                  | Прислан (28 мая) из Белёва от воеводы, князя Михаила Солнцева и Михаила Тихонова с тем, что (14 мая) приходили к городу из Козельска полковник Чаплинский с войском более 700 человек, которые начали жечь слободы и посады, для отражения посланы головы Богдан Сомов и Иван Бунин, которые вели всю ночь бой, неприятеля из посадов выбили, многих побили, а через три дня на отошедшие к селу Дураково посланы отряды, которые бились весь день и побили их. | Государево жалование 4 руб, и сукно. |
| Колупаев Фёдор                                                                                                  | Прислан (29 мая) из Одоева от воеводы Путилы Резанова с тем, что (22 мая) приходили под Одоев по Упской дороге по обе стороны реки Упы, город приступом брали, но их побили, пленных взяли, в том числе шляхтича Григория Родионова. | Государево жалование 4 руб, и сукно. |
| Скворцов Левонтий                                                                                               | Прислан (03 июня) из Торопца от воеводы Василия Волынского с тем, что головы Л. Скворцов и Максим Полибин в Белёвском уезде на Ушице литовский отряд побили, пленных 20 человек взяли и русских изменников 4 человека. | Государево жалование и 8 руб, камка. |
| Оношков Гаврила (сын боярский)                                                                                  | Прислан (05 июня) из Новгорода Северского от воеводы, князя Ивана Долгорукова с тем, что (20 апреля) голова Пётр Чюдинов послан в Трубчевск на судах по реке Десне на Вострую Луку, где переправляются литовские отряды, на переправе поляк побили и пленных взяли. | Государево жалование и 6 руб, и сукно. |
| Офремов Гаврила                                                                                                 | Прислан (07 июня) из Белёва от воеводы, князя Михаила Солнцева-Засекина и Михаила Тихонова с тем, что приходили к городу из Одоева полковник Чаплинский с отрядами, Белёвский уезд воевали, села и деревни жгли, на них посланы русские отряды и неприятеля побили, пленных взяли. | Государево жалование 4 руб, и сукно. |
| Ржевский Иван                                                                                                   | Прислан (13 июня) из Болохова от воеводы Степана Татищева с тем, что (06 июня) послана головы под Казановские станы, где был бой с литовцами в деревне Польчиково, многих литовцев побили и пленных 12 человек взяли. | Государево жалование 6 руб, и сукно |
| Совин Самойло                                                                                                   | Прислан (14 июня) из Болохова от воеводы Степана Татищева с тем, что утром (03 июня) приходили под Болохов передовые литовские отряды Казановского и был бой, отряды отошли от Болохова и стали на Свиной дороге, (04 июня) подошли опять отряды и снова был бой, в ночь литовские отряды подошли к посаду и острогу и был бой до утра, наступление отбили и Казановский со своими людьми отошёл за реку Нугрь в Онегину слободу, по стану которого начали палить из пушек, литовцы пытались взять приступом острог и русские сделали вылазку на литовцев, отогнав из за реку к Темяшеву броду на Белёвской дороге, где литовцы простояли 4 дня, и под городом были с ними постоянные бои с утра до вечера, (08 июня) Казановский бился под городам с утра до вечера, после чего отошёл от города и встал на Белёвской дороге за рекой Блошня. В тех боях многих литовцев побили и пленных взяли. | Государево жалование и 5 руб, сукно. |
| Виденьев Семён                                                                                                  | Присланы (27 июня) из Курска от воевод, князя Афанасия Козловского и Ермолы Мясоедова с тем, что (04 июня) приходили татары в Курский уезд, в деревню Голубецкую и посланы головы Иван Анненков, Семён Виденьев и Сунбул Онофреев и они побили татар по Белгородской дороге и пленных 8 человек взяли. | Государево жалование по 6 руб, и по сукну. |
| Котунин Иван | Присланы (27 июня) из Курска от воевод, князя Афанасия Козловского и Ермолы Мясоедова с тем, что (04 июня) приходили татары в Курский уезд, в деревню Голубецкую и посланы головы Иван Анненков, Семён Виденьев и Сунбул Онофреев и они побили татар по Белгородской дороге и пленных 8 человек взяли. | Государево жалование по 6 руб, и по сукну. |
| Кривцов Игнатий (голова)                                                                                        | Прислан (01 июля) из Болохова от воеводы Степана Татищева с тем, что (20 июня) посланы под Козельск, на отряды полковника Чаплинского, отряды русских и (21 июня) поляков погромили, пленных взяли, их станища пожгли, к городу приступили и при приступе многих побили. | Государево жалование 4 руб, и сукно. |
| Валуев Иван | Прислан (02 июля) из Болохова от воевод, князя Фёдора Волынского и Матвея Челюсткина с тем, что (21 июня) воеводы приходили под Козельск и на них выходили литовские отряды и был бой, на котором многих литовцев и русских изменников побили, посад пожгли, где сгорели многие литовцы, город осадили, воду перекрыли и в бою под городом многих убили. | Государево жалование и по 4 руб, и по сукну. |
| Беседин Кондратий                                                                                               | Прислан (02 июля) из Болохова от воевод, князя Фёдора Волынского и Матвея Челюсткина с тем, что (21 июня) воеводы приходили под Козельск и на них выходили литовские отряды и был бой, на котором многих литовцев и русских изменников побили, посад пожгли, где сгорели многие литовцы, город осадили, воду перекрыли и в бою под городом многих убили. | Государево жалование и по 4 руб, и по сукну. |
| Лютой Иван | Прислан (03 июля) из Ливен от стольника, воевод, князя Никиты Черкасского и Петра Данилова с тем, что (07 июня) прибежал к ним с Усть-Чернав Исай Рышков и сказал, что пришли татары в Ливенский уезд и на них воеводы послали отряды, которые татар побили, русских пленных отбили. | Государево жалование и 4 руб. |
| Апухтин Воин Васильевич                                                                                         | Прислан (13 июля) из Болохова от воеводы Степана Татищева с тем, что (04 июля) приходили под город литовские отряды полковника Устина Лисовского и Ивана Шеверда, которые в 9 местах пытались приступом взять Болохов и острог, бой длился всю ночь и закончился на следующий день вечером, на следующий день пытались взять острог, но все атаки отбили, многих побили и пленных взяли, в ночь (с 05 на 06 июля) пытались вновь взять острог и бой длился до утра, многих убили и поранили, самого Ивана Шеверда пленили, знамёна и трубы взяли, знаменщика убили. Отошедшие литовские отряды встали в Болховском уезде. | Государево жалование 8 руб, и сукно. |
| Варфаламеев Юшко (войсковой дьячок)                                                                             | Прислан (24 июля) из Боровска от боярина и воевод князя Дмитрия Михайловича Пожарского с тем, (21 июля) в Можайском уезде в 10 верстах от Борисова Городища был бой с литовским отрядом, которых побили. пленных 40 человек и знамёна взяли. | Государево жалование и 7 руб, и сукно. |
| Лыков Борис Михайлович                                                                                          | Прибыли (09 августа) пожалованы у царского стола царской речью с похвалами. | Дано каждому: государево жалование, позолоченный серебряный кубок с крышкою, атласная шуба на соболях с позолоченными серебряными пуговицами. |
| Валуев Григорий                                                                                                 | Прибыли (09 августа) пожалованы у царского стола царской речью с похвалами. | Дано каждому: государево жалование, позолоченный серебряный кубок с крышкою, атласная шуба на соболях с позолоченными серебряными пуговицами. |
| Ивашкин Константин                                                                                              | Прибыли (09 августа) пожалованы у царского стола царской речью с похвалами. | Серебряный ковш, камки 8 аршин, 40 соболей. |
| Кургановский Василий                                                                                            | Прислан (10 августа) с Волока от воеводы Ивана Загряжского с тем, что (05 августа) приходили под Волок литовские отряды, город приступом брали, но приступ отбили, многих поубивали, пленных взяли. | Государево жалование 5 руб, и сукно. |
| Травин Степан                                                                                                   | Прислан (22 августа) с Белой с тем, что пришли (14 июля) под город отряды литовских полковников Калиновского, Хваставца, Николая Гасевского и Ивана Мещеринова, которые осадили город, штурм их отбили, многих побили, пленных 50 человек взяли и литовцы простояли под городом (до 08 августа). | Дано государево жалование. 40 соболей цена 12 руб, чарка цена 2 рубля, камка. |
| Картавый Кирилл (казак)                                                                                         | Прислан (28 августа) из Коломны от окольничего и воеводы, князя Григория Константиновича Волконского с тем, что в версте от Михайлова у Курганов, сошлись с литовским отрядом и был бой, в котором многих поубивали и пленных 15 человек взяли. | Государево жалование 5 руб, и сукно. |
| Ушаков Денис (сын воеводы)                                                                                      | Прислан (03 сентября) из Михайлова от воеводы Ушакова Степана с тем, что приходил (16 августа) под Михайлов гетман Саадачный с отрядами и стоял 2 недели, пытался приступами город взять, а в последнем был рукопашный бой, все приступы отбили, многих побили и поранили, пленных взяли, которые сказали, что под Михайлов приходили более 1000 человек. | Государево жалование, ковш цена 6 руб, камка, 40 соболей и 20 рублей. |
| Рчинов Михаил (стрелецкий голова)                                                                               | Прислан (08 сентября) с письмом из Можайска от воеводы Фёдора Волынского с тем, что (20 июля) пришли из-под Борисова королевич с гетманом и многими польско-литовскими и немецкими отрядами, встали лагерем, стреляли их пушек по городу и острогу и пытались взять штурмом (с 26 июля по 06 сентября), все штурмы отбили, многих поубивали, пленных взяли и войска ушли (06 сентября). | Государево жалование, ковш, камка, 40 соболей цена 40 рублей. |
| Веков Афанасий                                                                                                  | Прибыл (18 сентября) из Можайска от воеводы Фёдора Волынского с тем, что головы Афанасий Веков и Иван Алябьев скрытно пришли к Борисову Городищу и к его острогу, острог взяли, многих литовцев поубивали, пленных взяли, острог и вооружение пожгли. | Государево жалование, чарка цена 5 руб, камка, 40 соболей цена 20 рублей. |
| Коробьин Дмитрий                                                                                                | Присланы (18 сентября) с письмом из Николы Зарайского от воеводы Василия Коробьины с тем, что (05 сентября) приходил к Зарайскому городищу гетман Саадачный с отрядами, посады, острог и многие слободы осадили, на вылазке отряды Саадачного побили, пленных взяли, слобод и посад пожечь не дали. Гетман отошёл от города на версту и 2 дня стоял у города, пытаясь опять штурмовать город. | Дано: Государево жалование и по 10 рублей. |
| Трегубов Михаил                                                                                                 | Присланы (18 сентября) с письмом из Николы Зарайского от воеводы Василия Коробьины с тем, что (05 сентября) приходил к Зарайскому городищу гетман Саадачный с отрядами, посады, острог и многие слободы осадили, на вылазке отряды Саадачного побили, пленных взяли, слобод и посад пожечь не дали. Гетман отошёл от города на версту и 2 дня стоял у города, пытаясь опять штурмовать город. | Дано: Государево жалование и по 10 рублей. |
| Коробьин Андрей                                                                                                 | Прислан (18 сентября) из Зарайска от воеводы Василия Коробьина с тем, что (10 сентября) головы Фёдор Любавский и Иван Кошелев в деревне Алтухово сошлись с литовским отрядом, пленных взяли, оставшиеся литовца отошли к Оке к перевозу, на котором литовцев наголову разбили, пленных 148 человек поймали, знамёна, трубы и литавры взяли. | Государево жалование, ковш цена 5 руб, камка, 40 соболей цена 20 рублей. |
| Пожарский Дмитрий Михайлович                                                                                    | Прибыл (27 сентября) и пожалован у царского стола царской речью. | Государево жалование, золочёный серебряный кубок с крышкою, атласная шуба на соболях с золочёными серебряными пуговичами. |
| Уваров Игнатий                                                                                                  | Прибыли (01 октября) писали стольник и воевода, князь Василий Куракин и князь Иван Засекин о том, что (01 октября) приходили к острогу у Арбацких ворот на приступ польско-литовские и немецкие отряды, выломали ворота и вошли в острог, был большой бой и литовцев побили, пленных взяли и при этом отличился стрелецкий голова Борис Полтнев. | Государево жалование, ковш, камка, 40 соболей цена 20 рулей. |
| Музалевский Никита                                                                                              | Прислан (20 октября) из Стародуба Северского от воеводы Никиты Карамышева с тем, что (23 сентября) прибежал Василий Офросимов, который сказал, что пришли литовские отряды в 200 человек, в деревню Яцковичи и на них посланы русские отряды, которые их наголову разгромили, пленных и знамёнам взяли. | Дано 5 руб, и сукно. |
| Агалин Лонгвин                                                                                                  | Прислан (23 октября) с письмом из Коломны от воевод, князя Бориса Приимкова-Ростовского и Потапа Нарбекова с тем, что черкасы полковника Борышполец пришли (20 октября) в Коломенский уезд и голова Иван Бибин бился с ними у села Мячково, многих побили, пленных 85 человек взяли и русских пленных 230 человек освободили. | Дано 8 рублей. |
| Ящерицын Иван                                                                                                   | Присланы (28 октября) с письмом из Серпухова от воевод, князя Никифора Мещерского и Фёдора Шишкина с тем, что (24 октября) пришли к Серпухову черкасы, которые город и острог приступам в 2 местах брали, но приступ вечером отбили, на вылазке многих черкас побили и 28 человек пленили, которые сказали, что к Серпухову приходили 8000 человек черкас. | Государево жалование 8 рублей. |
| Гурьев Воин | Присланы (28 октября) с письмом из Серпухова от воевод, князя Никифора Мещерского и Фёдора Шишкина с тем, что (24 октября) пришли к Серпухову черкасы, которые город и острог приступам в 2 местах брали, но приступ вечером отбили, на вылазке многих черкас побили и 28 человек пленили, которые сказали, что к Серпухову приходили 8000 человек черкас. | Государево жалование 6 рублей. |
| Борятинский Семён (князь)                                                                                       | Прислан (24 ноября) с письмом из Путивля от воевод князя Ивана Борятинского и Никиты Аладьина с тем, что (20 июля) посылали голов Левонтия Литвинова и донских атаманов, которые под литовским городом Голтву, город и острог выжгли, урядника Андрея Дроздовского и многих людей побили, а писаря Станислава Дроздовского и 12 человек пленили и привели в Путивль, а также пришли в деревню Хлопково литовский отряд Павла Волынского в 150 человек, которых побили, пленных 11 человек взяли и привели в Путивль. | Государево жалование, камка, чарка цена 2 руб, 40 куниц цена 12 руб. |
| Кашинцов Степан                                                                                                 | Прислан (24 ноября) с письмом из Путивля от воевод князя Ивана Борятинского и Никиты Аладьина с тем, что (20 июля) посылали голов Левонтия Литвинова и донских атаманов, которые под литовским городом Голтву, город и острог выжгли, урядника Андрея Дроздовского и многих людей побили, а писаря Станислава Дроздовского и 12 человек пленили и привели в Путивль, а также пришли в деревню Хлопково литовский отряд Павла Волынского в 150 человек, которых побили, пленных 11 человек взяли и привели в Путивль. | Государево жалование и 7 руб, тафта. |
| Аверкиев Матвей                                                                                                 | Прислан (24 ноября) с письмом из Рыльска от воевод, князя Ивана Шеховского и Петра Сафонова с тем, что (12 ноября) ходили под литовский город Быковичи головы Иван Артюшков и Иван Малеев и сошлись в бою с литовским отрядом урядника Андрея Ольшанского на реке Осётр, литовцев побили наголову, урядника Ольшанского, пленных, знамёна и литавры взяли, посады выжгли, на приступе и вылазке многих литовцев побили. | Дано 7 руб, и сукно. |
| Долматов Константин                                                                                             | Прислан (26 ноября) с письмом из Коломны от воевод, князя Бориса Приимкова-Ростовского и Потапа Нарбекова с тем, что (24 ноября) шли из Касимовского уезда черкасы, и голова Иван Бабин и воевода Василий Корабьин из Зарайска, сошлись с черкасами на пустоши в Железникове, многих побили, пленных 90 человек взяли и русских пленных 300 человек освободили. | Дано 8 рублей. |
| Немцов Евсевий (казак)                                                                                          | Прислан (26 ноября) с письмом из Коломны от воевод, князя Бориса Приимкова-Ростовского и Потапа Нарбекова с тем, что (24 ноября) шли из Касимовского уезда черкасы, и голова Иван Бабин и воевода Василий Корабьин из Зарайска, сошлись с черкасами на пустоши в Железникове, многих побили, пленных 90 человек взяли и русских пленных 300 человек освободили. | Дано 4 рубля. |
| Волконский Семён (князь)                                                                                        | Прислан (03 декабря) с письмом из Каширы от воеводы, князя Фёдора Волконского с тем, что утром (14 ноября) приходили под город черкасы, посад и город пытались приступом взять, на вылазке черкас побили, разбили на 2 группы и преследовали до Белопесоцкого монастыря, и (22 ноября) воевода Семён Волконский бился в деревне Головино, многих черкас побили, пленных 7 человек взяли, и (27 ноября) многих побили, пленных 4 человека взяли. | Дано 6 рублей. |
| Писарев Иван | Прислан (03 декабря) с письмом из Каширы от воеводы, князя Фёдора Волконского с тем, что утром (14 ноября) приходили под город черкасы, посад и город пытались приступом взять, на вылазке черкас побили, разбили на 2 группы и преследовали до Белопесоцкого монастыря, и (22 ноября) воевода Семён Волконский бился в деревне Головино, многих черкас побили, пленных 7 человек взяли, и (27 ноября) многих побили, пленных 4 человека взяли. | Дано 5 рублей. |
| Сюлюменев Василий                                                                                               | Прислан (04 декабря) с письмом из Николы Зарайского от воеводы Василий Корабьин с тем, что (24 ноября) голова Фёдор Любавский в Коломенском уезде за Окою черкас на речке Осенке человек с 200 побили, пленных 22 человека взяли, лагерь пожгли, русский полон освободили. | Дано 5 рублей. |
| Волынский Фёдор                                                                                                 | Прибыли (21 декабря) и сказана им царская милостевая речь у царского стола. | Государево жалование, атласная шёлковая шуба на соболях с позолоченными пуговицами цена 107 руб, серебряный кубок с крышкою |
| Черкасский Дмитрий Мамстрюкович                                                                                 | Прибыли (21 декабря) и сказана им царская милостевая речь у царского стола. | Государево жалование |
| Хлопов Осип | Прибыли (21 декабря) и сказана им царская милостевая речь у царского стола. | Атласная шуба на соболях цена 96 руб, серебряный ковш. |
| Толбузин Андрей                                                                                                 | Прибыли (21 декабря) и сказана им царская милостевая речь у царского стола. | Шуба бурская на соболях цена 96 руб, серебряный ковш. |
| Бутурлин Емельян (стряпчий)                                                                                     | Прислан (07 декабря) с письмом из Ярославля от боярина и воеводы, князя Ивана Борисовича Черкасского с тем, что (24 ноября) в Ярославском уезде воевода Иван Бутурлин побил и взял в плен 60 человек литовцев. | Государево жалование, серебряный ковш, камки 8 аршин, куфтерю, 40 соболей цена 30 рублей. |
| Бутурлин Емельян (стряпчий)                                                                                     | Посланы пожалования со стольником, князем Фёдором Борисовичем Татевым. | Ивану Борисовичу Черкасскому послан золотой |
| Бутурлин Емельян (стряпчий)                                                                                     | Посланы пожалования со стольником, князем Фёдором Борисовичем Татевым. | Дьяку Михаилу Данилову послан золотой |
| Еропкин Иван | Прислан (22 декабря) от боярина и воеводы, князя Ивана Борисовича Черкасского с тем, что (17 декабря) стольник и воевода, князь Григорий Тюфякин в Ярославском уезде под селом Даниловыи литовцев побил, пленных 25 человек взял. | Государево жалование, 40 соболей цена 16 руб, камка, чарка цена 1,5 рубля |
| Еропкин Иван | Посланы пожалования со стольником, князем Юрием Буйносовым-Ростовским. | Ивану Борисовичу Черкасскому государево жалование и золотой. |
| Еропкин Иван | Посланы пожалования со стольником, князем Юрием Буйносовым-Ростовским. | Григорию Тюфякину золотой |
| Еропкин Иван | Посланы пожалования со стольником, князем Юрием Буйносовым-Ростовским. | Дьяку Михаилу Данилову золотой |
| Черкасский Иван Борисович                                                                                       | Прибыли (20 марта) и пожалованы царской милостевой речью у стола | Государево жалование, золочёный серебряный кубок, атласной шубой на соболях с золочёными пуговицами цена 238 рублей |
| Тюфякин Григорий                                                                                                | Прибыли (20 марта) и пожалованы царской милостевой речью у стола | Золочёный кубок с крышкою, атласная шуба на соболях с золочёными серебряными пуговицами цена 117 рублей. |
| Бутурлин Иван                                                                                                   | Прибыли (20 марта) и пожалованы царской милостевой речью у стола | Золочёный серебряный кубок с крышкою, атласная шуба на соболях с позолоченными серебряными пуговицами цена 117 рублей. |
| Данилов Михаил (дьяк)                                                                                           | Прибыли (20 марта) и пожалованы царской милостевой речью у стола | Серебряный ковш, атлас 8 аршин цена 40 руб, 40 соболей цена 45 рублей |
| Хворостин Иван Андреевич                                                                                        | Прибыли (02 августа) из Переславля Залесского с тем, что приходили под город литовские отряды, город приступом брали, литовцев побили и пленных взяли. | Шуба (?) |
| Порошин Фёдор                                                                                                   | Прибыли (02 августа) из Переславля Залесского с тем, что приходили под город литовские отряды, город приступом брали, литовцев побили и пленных взяли. | (?) |